# Neymar
Neymar da Silva Santos Júnior, meglio noto come Neymar o Neymar Jr. (Mogi das Cruzes, 5 febbraio 1992), è un calciatore brasiliano, attaccante del Santos, di cui è capitano.
Paragonato a Pelé, è considerato uno dei piú grandi calciatori brasiliani della storia del calcio.Nonchè per alcuni uno dei migliori giocatori di tutti i tempi. Soprannominato O Ney dai tifosi brasiliani per l'assonanza con O Rei, soprannome di Pelé, è cresciuto nel Santos, con il quale dal 2009 al 2013 ha vinto tre campionati Paulisti, una Coppa del Brasile, una Coppa Libertadores e una Recopa Sudamericana. Nel 2013 si trasferisce al Barcellona, dove conquista due campionati spagnoli, tre Coppe del Re, una Supercoppa spagnola, una UEFA Champions League, una Supercoppa UEFA e una Coppa del mondo per club FIFA; insieme a Lionel Messi e Luis Suárez ha fatto parte del tridente (chiamato MSN dalle iniziali dei cognomi) più prolifico della storia del club e del calcio spagnolo. Dal 2017 al 2023 ha militato nel Paris Saint-Germain, che lo ha acquistato per la cifra record di 222 milioni di euro, rendendolo il calciatore più costoso di sempre. Con il club parigino si è aggiudicato quattro campionati francesi, tre Coppe di Francia, due Coppe di Lega francesi e tre Supercoppe francesi.
Con 79 gol realizzati, è il miglior marcatore nella storia della nazionale brasiliana, con cui ha partecipato a tre edizioni della Copa América (2011, 2015 e 2021) e a tre del campionato mondiale (2014, 2018 e 2022). Nel 2016, alle Olimpiadi di Rio, ha trascinato la nazionale al primo oro olimpico della sua storia. Ha inoltre vinto la FIFA Confederations Cup 2013 giocata in casa.
Più volte candidato al Pallone d'oro, ha vinto nel 2011 e nel 2012 il premio di Calciatore sudamericano dell'anno, assegnato dal quotidiano El País. Ha inoltre vinto la Bola de Ouro 2011, dopo essere stato inserito nella miglior squadra della Bola de Prata. Ha vinto anche il FIFA Puskás Award 2011 per il miglior gol dell'anno, realizzato contro il Flamengo. È stato inoltre inserito per due volte nel FIFA FIFPro World XI, nel 2015 e nel 2017.

Firma di Neymar

## Biografia
È nato da Neymar Santos Sr. e Nadine da Silva. Ha ereditato il nome dal padre, ex calciatore che divenne il consulente di Neymar quando il suo talento cominciò a crescere. Crescendo, Neymar si è avvicinato allo street soccer.
All'età di quattro mesi fu vittima di un grave incidente stradale, dove l'auto guidata dal padre aveva perso il controllo a causa di un veicolo che viaggiava contromano ed era uscita fuori strada. Neymar era sopravvissuto miracolosamente al sinistro.

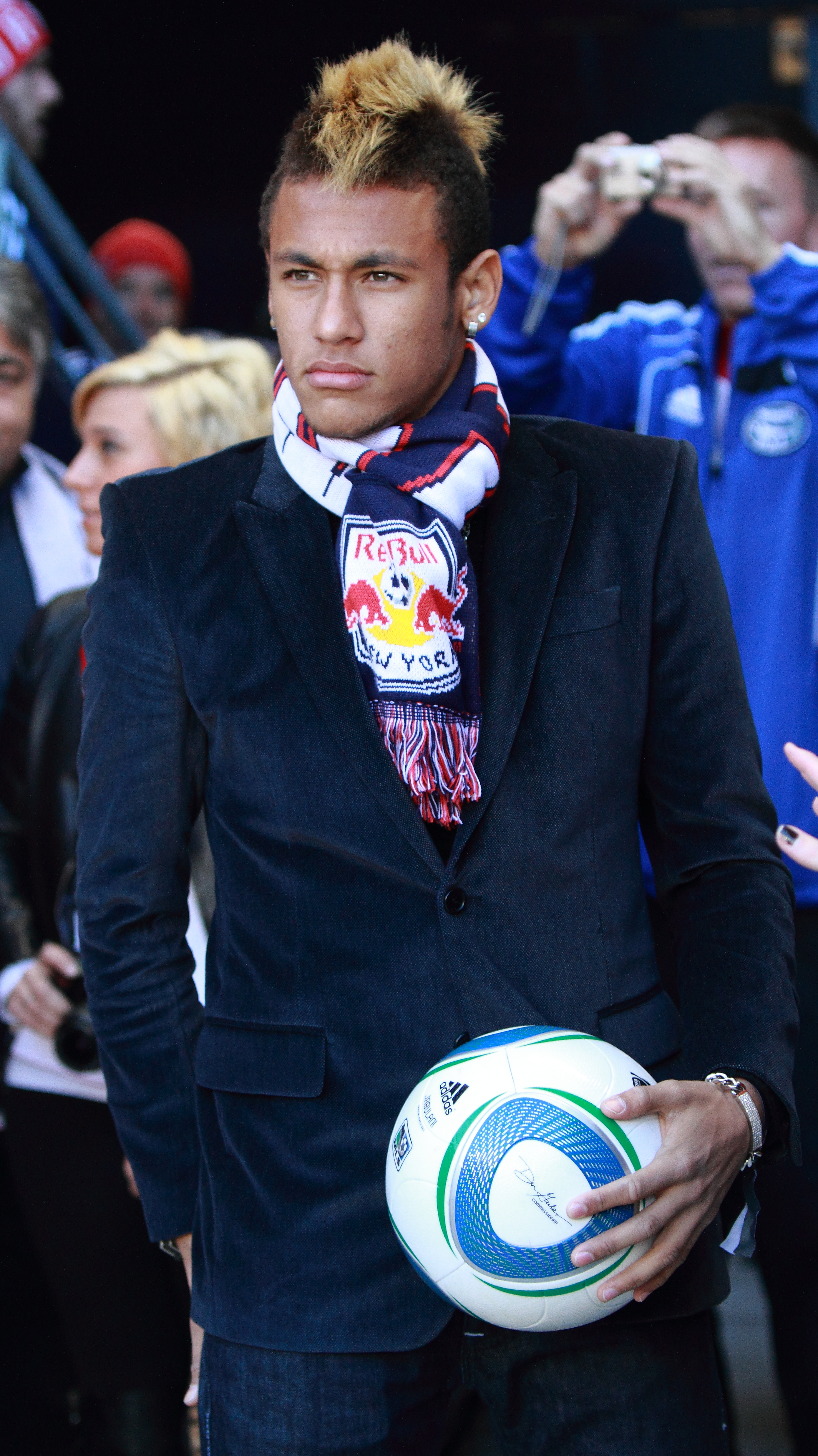
Neymar alla Red Bull Arena nel 2011

La famiglia, dopo essersi trasferita a São Vicente nel 1992, si trasferì a Santos nel 2003 e Neymar si aggregò all'omonima società calcistica. Grazie al successo calcistico di Neymar con le giovanili del Santos, la famiglia acquistò la loro prima proprietà. A 15 anni il calciatore guadagnava 10 000 reais al mese e a 16 ne guadagnava 25 000. L'anno seguente ha firmato il suo primo contratto da professionista con il Santos, ottenendo anche le prime sponsorizzazioni. Il 24 agosto 2011 Neymar è diventato padre di Davi Lucca da Silva Santos, avuto dalla sua ex fidanzata Caroline Dantas. Nel 2012 guadagnava 6,4 milioni di euro all'anno tra stipendio e sponsor.
Il 6 ottobre 2023 nasce la sua seconda figlia Mavie Biancardi Santos avuta dalla compagna, la modella e influencer brasiliana, Bruna Biancardi con la quale è legato dal 2021.

### Cinema e televisione
Nel 2017 compare in un cameo nel film xXx - Il ritorno di Xander Cage, in cui interpreta se stesso. Compare anche in due episodi della terza stagione de La casa di carta, in cui interpreta un monaco brasiliano emigrato in Italia..

### Musica
Neymar ha partecipato a diversi progetti musicali, tra cui: una versione live di Balada con Gusttavo Lima; una versione live di Ai se eu te pego! con Michel Teló; il ruolo di co-protagonista nel video musicale di Eu quero tchu, eu quero tcha con João Lucas & Marcelo; il mixtape Neymar Jr. Mixtape, contenente canzoni di vari artisti, selezionate dallo stesso Neymar, che rappresentano il suo stile di gioco.

## Caratteristiche tecniche
(Pelé)

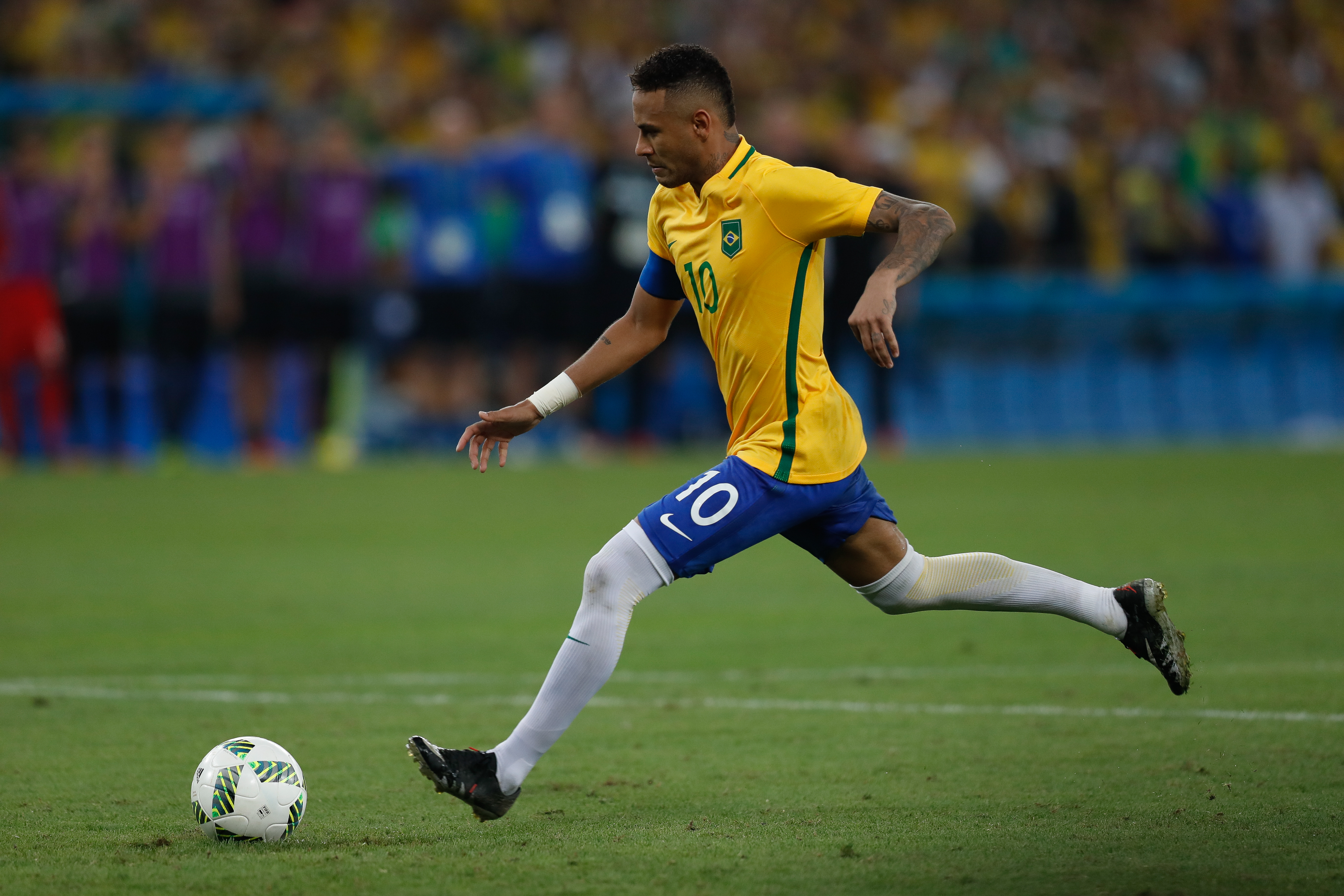
Neymar in azione con la maglia della nazionale olimpica brasiliana nel 2016

Talento precoce, molto abile nei calci di punizione, ha una percentuale di rigori realizzati elevatissima. Neymar è dotato di un'eccellente tecnica individuale, ha un controllo di palla elegante e ciò, unito alla grande abilità nel dribbling e alla velocità, gli consente di prevalere nell'uno-contro-uno; abile nell’elastico e ottimo realizzatore, è anche un assist-man molto capace; ambidestro, può giocare sia da seconda punta che da ala.
Nonostante le ottime caratteristiche tecniche la sua carriera è stata segnata da numerosi infortuni, anche gravi, che gli hanno impedito di esprimere completamente il suo potenziale.

## Carriera

### Club

#### Santos

##### 2003-2009: giovanili e il debutto
Neymar, dopo i primissimi calci dati nella Portuguesa Santista, comincia a giocare per il Santos all'età di 11 anni e, pur essendo molto giovane, viene trattato come un "gioiello" dai suoi vari allenatori. Già da adolescente aveva i fari dei media puntati addosso e cominciò a disputare amichevoli con giocatori già professionisti da diverso tempo. Nelle giovanili del club conosce Ganso, e sin dall'età di 13 anni è paragonato a Robinho.
A 14 anni viene chiamato dal Real Madrid a fare uno stage in Spagna. L'asso brasiliano resta nel centro giovanile del Real Madrid per un paio di settimane, passa i test ed è registrato dai Blancos, che gli fanno anche firmare un pre-contratto. La dirigenza del Santos, temendo di perdere il calciatore a parametro zero, gli offrì 1 milione di reais (circa 300.000 euro) per farlo restare e farlo diventare un calciatore professionista. I dirigenti del Real Madrid, pensando che non valesse la pena sborsare quella cifra per un ragazzino di 14 anni, decisero di lasciar perdere la trattativa: Neymar sarebbe stato inserito già nelle giovanili per giocare qualche incontro sul finale di stagione, ma la società madrilena non volle pagare un contributo di circa 60.000 euro da versare a Wagner Ribeiro, agente di Neymar che l'aveva accompagnato in Spagna per concludere la trattativa.
Diventato un nome noto già in età giovanissima, Neymar è stato spesso al centro di trattative che lo avrebbero portato in Europa, ma diverse società hanno preferito non procedere all'ingaggio, temendo che potesse non diventare un grande giocatore. Lo acquista, allora, il Santos. Entra stabilmente in prima squadra a partire dal Paulistao 2009, dove esordisce il 7 marzo, all'età di 17 anni, contro l'Oeste (match vinto 1-2), subentrando al 59' al posto di Mauricio Molina. Alla sua seconda presenza, già schierato titolare, segna il suo primo gol con la maglia del Santos contro il Mogi Mirim (3-0). L'11 aprile, nella semifinale del Paulistao, segna il gol decisivo nella vittoria per 2-1 contro il Palmeiras. Il 10 maggio seguente esordisce nel campionato brasiliano giocando contro il Grêmio (1-1) e il 21 giugno 2009 contro l'Atlético Mineiro realizza il primo gol nel Brasileirao nella partita persa 3-2. Il 7 novembre realizza una doppietta nella partita vinta 3-1 contro il Náutico. Si ripete ancora con 2 gol il 22 novembre nel match contro il Coritiba conclusosi 4-0.

##### 2010-2012: l'affermazione mondiale

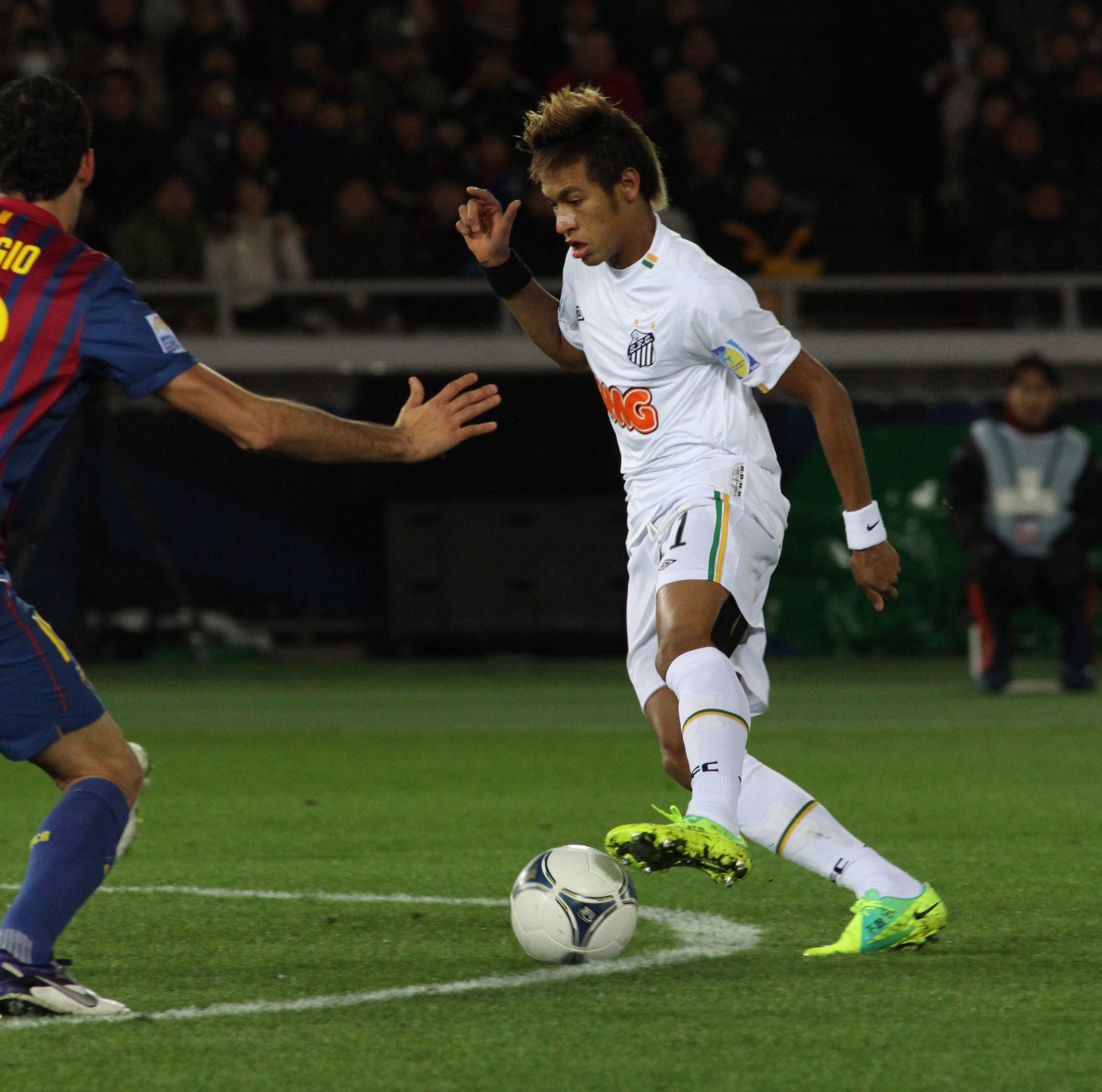
Un giovane Neymar in azione al Santos nella Coppa del mondo per club FIFA 2011

Nella stagione 2010 Neymar e il suo Santos vincono la Coppa del Brasile, battendo in finale il Vitória 2-0 in casa e 1-2 fuori, così come il campionato Paulista 2010, dopo una cavalcata che ha portato alla fine della prima fase il Santos a +10 dal Santo André. Il 18 aprile segna due gol in semifinale contro il San Paolo (3-0). Nella finale contro il Santo André ottiene la vittoria del torneo (doppio 2-3 in favore dei bianconeri). Alla fine della competizione Neymar è il capocannoniere con 11 gol e viene anche eletto miglior giocatore del torneo.
La sua prima doppietta in campionato arriva il 7 novembre, nella gara esterna giocata contro l'Atlético Mineiro (2-2). Il 21 novembre segna 3 gol in sette minuti nel secondo tempo, di cui uno su rigore, contribuendo alla vittoria per 4-1 contro il Goiás.
Il 16 febbraio 2011 esordisce in Coppa Libertadores nella partita pareggiata contro il Deportivo Táchira (0-0). Il 7 aprile realizza contro il Colo-Colo, in una partita persa 3-2, la sua prima rete nelle competizioni internazionali e in Coppa Libertadores. Il 15 maggio segna nella finale del campionato Paulista il gol vittoria contro il Corinthians, portando alla vittoria il suo Santos.
Il 2 giugno segna nella semifinale di ritorno della Libertadores contro il Cerro Porteño finita 3-3 e il Santos conquista la finale dopo il successo dell'andata per 1-0. Il 22 giugno segna uno dei gol decisivi per la conquista della Libertadores. Il 28 luglio, dopo aver partecipato con il Brasile alla Copa América, Neymar torna in campo con la maglia del Santos e realizza una doppietta contro il Flamengo (4-5 per i rossoneri il risultato finale), partita valida per il campionato brasiliano: il primo dei suoi due gol vincerà poi il FIFA Puskás Award 2011 come miglior gol dell'anno.

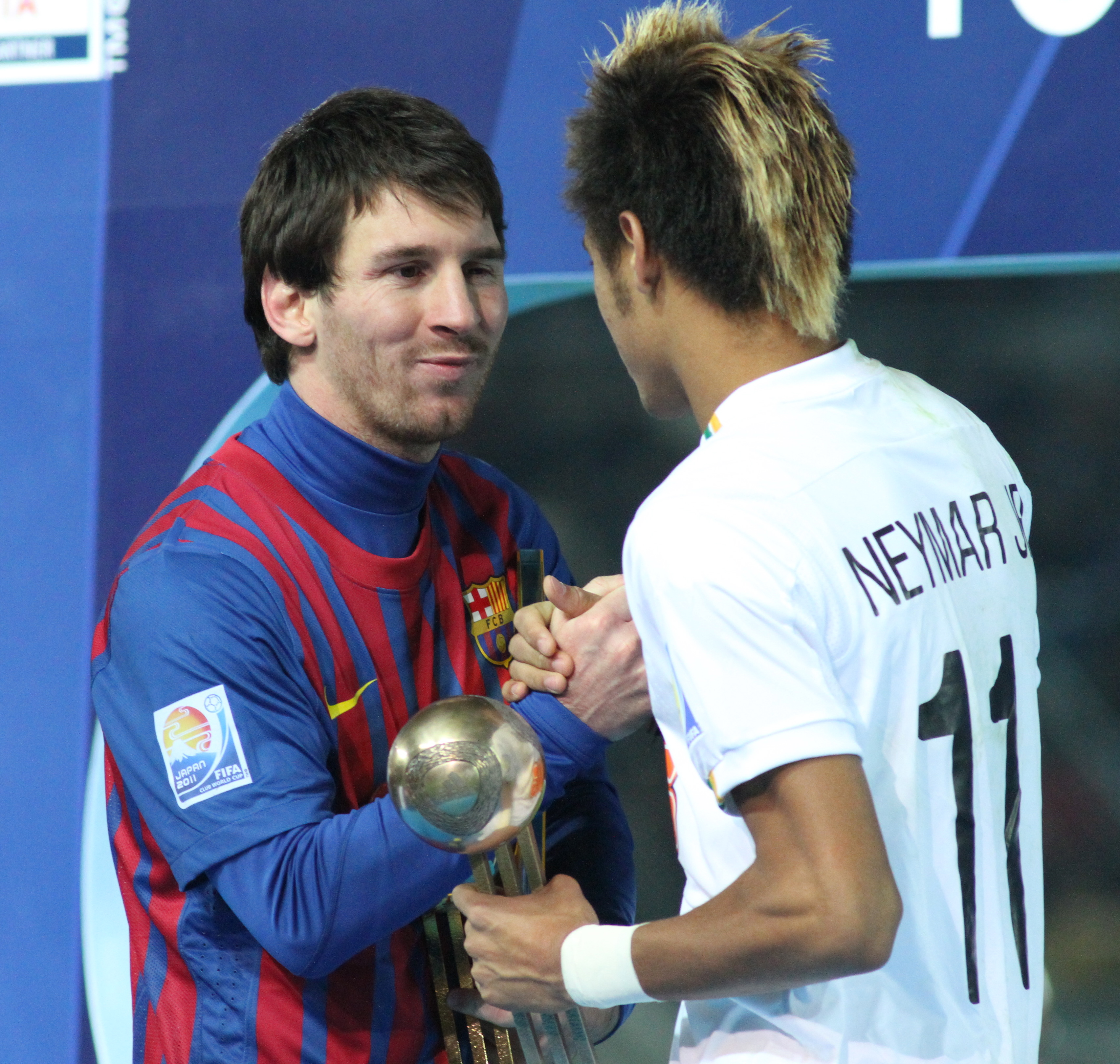
Neymar saluta Lionel Messi al termine della finale del Mondiale per club 2011

Il 29 ottobre, alla 32ª giornata di campionato, realizza la sua prima quaterna contro l'Atlético Paranaense (4-2). Il 6 dicembre riceve il premio Bola de Ouro come miglior calciatore del campionato brasiliano. Il 14 dicembre 2011 gioca per la prima volta nella Coppa del mondo per club FIFA, dove alla prima partita (in semifinale) contro il Kashiwa Reysol realizza il gol dell'1-0 che porterà poi alla vittoria del Santos per 3-1, conquistando la finale, dove poi viene sconfitto dal Barcellona per 4-0. Conclude la sua terza stagione con 47 presenze e 24 gol.
A fine stagione Neymar risulta essere il calciatore che ha subito più falli (150) durante il campionato.
Dopo aver vinto il titolo di calciatore sudamericano dell'anno, si classifica al decimo posto nella classifica del Pallone d'oro FIFA 2011.
Il 10 febbraio, nella sfida esterna vinta per 4-1 contro il Botafogo, realizza una tripletta. Il 7 marzo segna tre gol nella sfida di Coppa Libertadores vinta per 3-1 contro l'Internacional. Il 30 marzo seguente, nella partita di campionato Paulista contro il Guaratinguetá, realizza una tripletta (5-0). Il 26 aprile, nella partita di Coppa Libertadores contro il Bolivar, al 31' del secondo tempo, mentre si prepara alla battuta del calcio d'angolo, viene colpito al volto dai tifosi della squadra avversaria che gli lanciano una pietra. Il 29 aprile nella semifinale di campionato Paulista contro il San Paolo, realizza tre gol che portano, grazie alla vittoria per 3-1, la sua squadra in finale; con questa tripletta raggiunge i 100 gol con la maglia del Santos. Il 6 maggio successivo realizza una doppietta nella finale di andata del Paulistao contro il Guarani (3-0).
Dopo la sconfitta per 2-1 all'andata, nella partita di ritorno degli ottavi di finale di Coppa Libertadores realizza una doppietta contro il Bolivar: la partita finisce 8-0 per il Santos. Segna altri due gol nella gara di ritorno il 13 maggio della finale contro il Guarani, la partita termina 4-2 per il Santos che si aggiudica il titolo, il terzo consecutivo. Dopo la sconfitta per 1-0 in casa, il 21 giugno segna un gol nella gara di ritorno di Coppa Libertadores contro il Corinthians, la partita finisce 1-1 e quindi il Santos viene eliminato in semifinale.
Il 27 settembre realizza la rete iniziale nel 2-0 contro la Universidad de Chile, che vale la prima Recopa Sudamericana nella storia del Santos (l'andata si era conclusa sul 2-2). Il 3 novembre realizza una tripletta nella sfida vinta 4-0 contro il Cruzeiro. Il 31 dicembre vince il Pallone d'oro sudamericano per il secondo anno di fila.

#### Barcellona

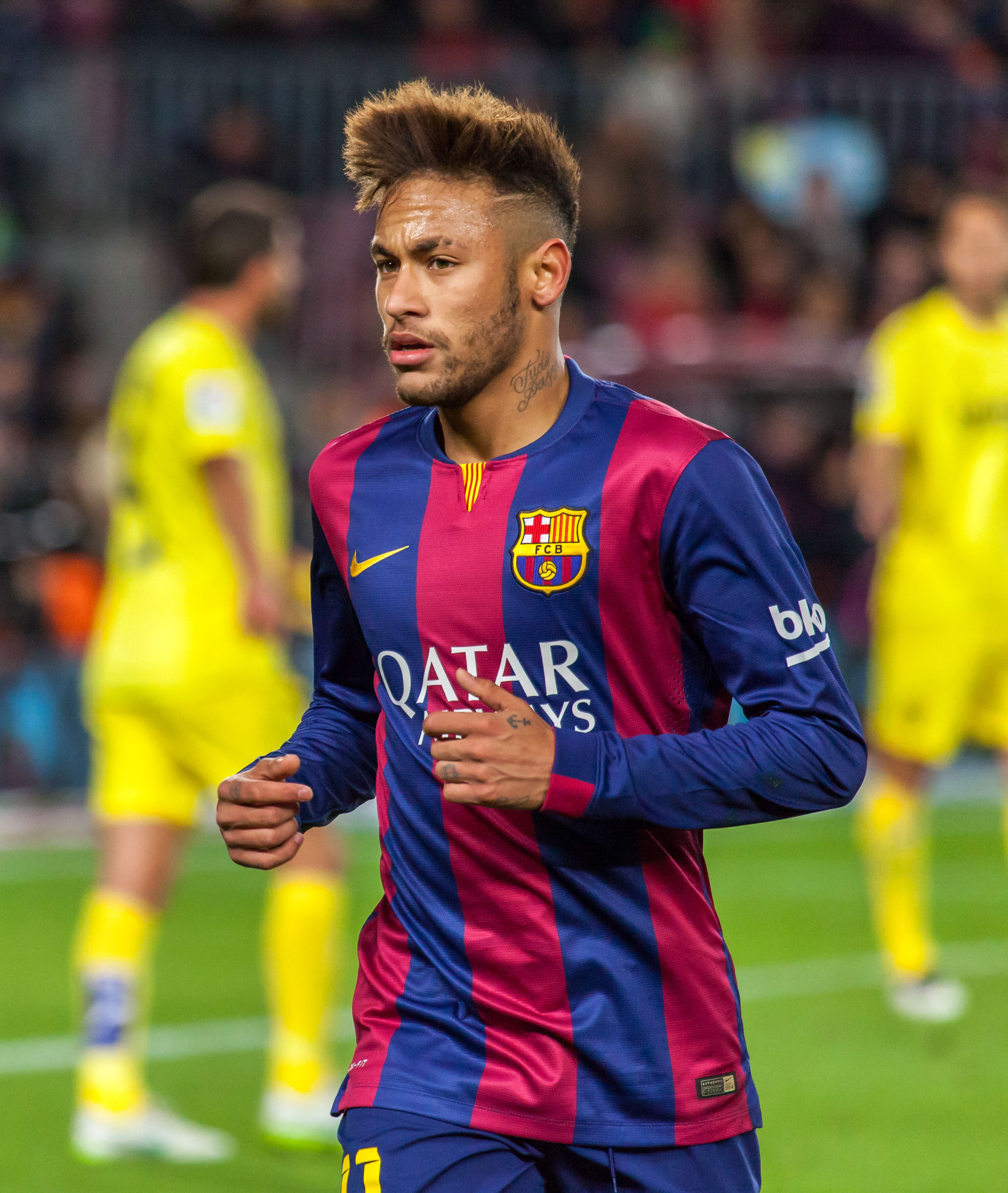
Neymar nel 2015 con la maglia del Barcellona

Il 3 giugno 2013 viene ufficializzato il suo passaggio al Barcellona per una cifra non rivelata, ma quantificata in 57,1 milioni di euro. Tuttavia, nel gennaio del 2014 viene reso noto che la Procura di Madrid ha iniziato ad indagare sul reale costo dell'operazione che ha portato Neymar al Barcellona. In seguito agli sviluppi dell'inchiesta, il 23 gennaio 2014 il presidente Sandro Rosell si dimette dalla sua carica. Il giorno seguente, viene rivelato che il trasferimento è costato complessivamente 88,2 milioni di euro, con i genitori di Neymar che confermano di aver ricevuto una cifra pari a 40 milioni di euro. Nelle settimane successive il Barcellona e il nuovo presidente Bartomeu (ex vicepresidente) vengono indagati per evasione fiscale.
Neymar debutta in gare ufficiali al 63' della prima partita di campionato contro il Levante, e realizza il primo gol con la nuova maglia al secondo match ufficiale, il 21 agosto, nell'andata della Supercoppa spagnola contro l'Atlético Madrid, fissando il punteggio sull'1-1 finale. Una settimana più tardi, grazie allo 0-0 del Camp Nou, il Barcellona vince il trofeo, il primo per Neymar in maglia blaugrana. Il 18 settembre debutta in Champions League contro l'Ajax. Il 24 settembre segna il suo primo gol in campionato contro la Real Sociedad (4-1). L'11 dicembre sigla una tripletta nel 6-1 contro il Celtic.
Il 17 maggio 2015, grazie alla vittoria esterna per 1-0 contro l'Atlético Madrid, conquista con i colori blaugrana il suo primo campionato spagnolo. Il 30 maggio vince la sua prima Coppa del Re, grazie al 3-1 contro l'Athletic Bilbao. Il 6 giugno segna il gol del definitivo 3-1 ai danni della Juventus che consente al Barcellona di conquistare la Champions League e quindi il relativo treble. Neymar vince anche la classifica marcatori con 10 reti (a pari merito con Lionel Messi e Cristiano Ronaldo). Conclude la stagione con 39 gol in 51 partite totali. Inoltre, l'attacco formato insieme a Messi e Luis Suárez diventa con 122 reti il più prolifico nella storia del calcio spagnolo.
La stagione successiva inizia con la sconfitta in Supercoppa di Spagna e la vittoria della Supercoppa UEFA, ma Neymar è costretto a saltare entrambe le partite per una parotite.
Contribuisce invece alla conquista della Coppa del mondo per club, per poi vincere nuovamente il campionato e la Coppa del Re. Il cammino in Champions League si interrompe, invece, ai quarti di finale. Nell'annata 2016-2017, l'ultima in maglia blaugrana, conquista la Supercoppa di Spagna e la Coppa del Re, chiudendo il campionato al secondo posto. In Champions League esce sempre ai quarti di finale, raggiunti però dopo uno storico ottavo di finale contro il Paris Saint-Germain: dopo aver perso la gara di andata a Parigi per 4-0, infatti, Neymar contribuisce con una doppietta e un assist decisivo nel finale alla clamorosa vittoria per 6-1 del Barcellona che sancisce la più grande rimonta nella storia della Champions League e di tutte le altre competizioni europee: nessuna squadra prima era mai riuscita a passare il turno dopo aver perso per quattro reti di scarto la partita di andata.
Con il Barcellona, Neymar ha totalizzato 105 reti in 186 partite.

#### Paris Saint-Germain

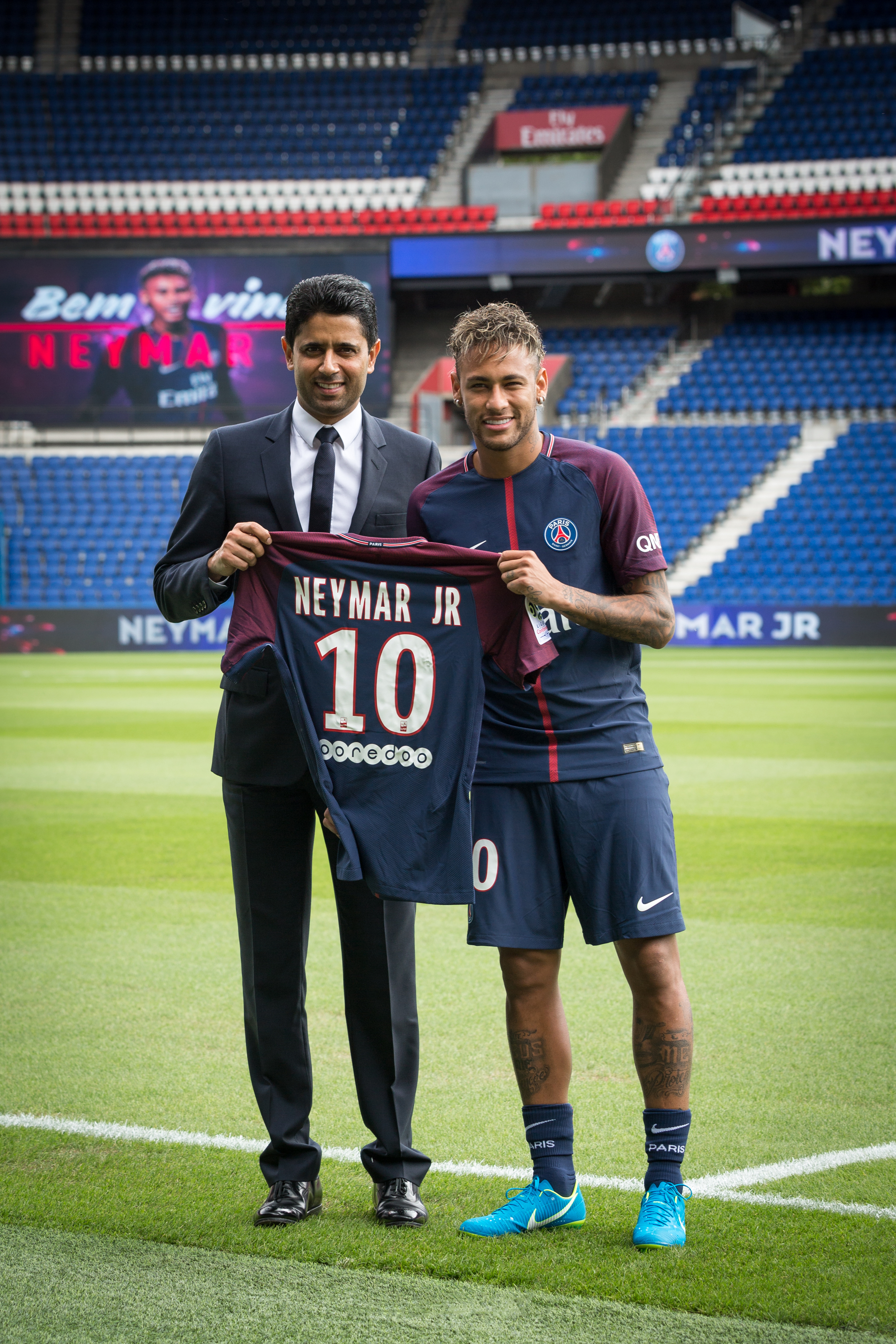
Neymar durante la presentazione al Paris Saint-Germain con il presidente Nasser Al-Khelaïfi nel 2017

Il 3 agosto 2017, dopo settimane di speculazioni giornalistiche e nonostante avesse esteso il proprio contratto con il Barcellona fino al 2021, Neymar viene ingaggiato dal Paris Saint-Germain. In un primo momento, la Liga aveva bloccato il trasferimento del giocatore, ritenendo che il pagamento dei 222 milioni di euro previsti dalla clausola rescissoria violasse le norme del fair play finanziario; l'affare è comunque andato in porto nelle ore successive. La cifra pagata per esercitare la suddetta clausola rende il trasferimento del brasiliano il più oneroso nella storia del calcio, superando quello di Paul Pogba dell'anno precedente. Neymar eredita dal neo compagno di squadra Javier Pastore la maglia numero 10.
Esordisce in Ligue 1 il 13 agosto contro il Guingamp, andando anche a segno nel 3-0 finale. Il 20 agosto, in occasione del match contro il Tolosa (terminato 6-2 per i parigini) sigla la sua prima doppietta con il PSG. Il 13 settembre fa il suo esordio con la nuova maglia anche in UEFA Champions League, segnando il gol che apre il 5-0 inflitto agli scozzesi del Celtic. Conclude la fase a gironi della massima competizione continentale con 6 gol e 4 assist. Il 17 gennaio 2018 realizza 4 gol nella gara di Ligue 1 contro il Digione, finita 8-0 per i parigini. Il 25 febbraio, nella gara di campionato contro il Marsiglia, riporta una frattura al quinto metatarso del piede destro che lo costringe a tre mesi di stop. A fine stagione colleziona complessivamente 30 presenze e 28 gol in tutte le competizioni, vincendo la Ligue 1, la Coppa di Francia e la Coppa di Lega francese.
La stagione 2018-2019 si apre con la conquista della Supercoppa di Francia ai danni del Monaco il 4 agosto 2018 (4-0). Esordisce con il Caen il 12 agosto, contribuendo con una rete alla vittoria per 3-0. Il 3 ottobre realizza una tripletta in UEFA Champions League nel 6-1 inflitto alla Stella Rossa. Nel gennaio 2019 riporta una nuova lesione al quinto metatarso destro,, che lo costringe a stare fuori per quasi tre mesi. Torna in campo nel finale di stagione che vede i parigini vincere un'altra Ligue 1. A livello personale chiude l'annata con 28 presenze e 23 reti in tutte le competizioni.
Nell'estate 2019 il rapporto tra Neymar e il Paris Saint-Germain è messo a dura prova dalla volontà del giocatore di lasciare il club francese per tornare al Barcellona. Rimasto a Parigi a causa del mancato accordo per il suo trasferimento, fa il suo esordio stagionale il 14 settembre in Ligue 1 decidendo la partita contro lo Strasburgo (1-0). Conclude la stagione 2019-2020 in Ligue 1 con 15 partite giocate, 13 goal e 6 assist. Il 24 luglio, in finale di Coppa di Francia, segna la rete decisiva contro il Saint-Étienne. Il Paris Saint-Germain conquista per la quarta volta nella sua storia il treble nazionale, vincendo anche la Coupe de la Ligue (sconfiggendo ai rigori l'Olympique Lione). In UEFA Champions League i parigini superano il proprio girone da imbattuti, vincendo cinque partite su sei; dopo aver superato gli ottavi ai danni del Borussia Dortmund (anche grazie a due gol di Neymar), alla ripresa della competizione dopo la pausa dovuta alla pandemia COVID-19 il Paris Saint-Germain supera entrambe le sorprese del torneo, l'italiana Atalanta ai quarti e il RB Leipzig in semifinale, e raggiunge per la prima volta la finale di UEFA Champions League. L'epilogo sarà però amaro, poiché a trionfare sarà il Bayern Monaco. In totale, la stagione di Neymar si conclude con 26 partite giocate e 18 gol realizzati.
Il 9 dicembre 2020 segna una tripletta nell'ultima partita del girone di Champions League contro l'İstanbul Başakşehir, diventando il primo calciatore ad aver segnato 20 reti in Champions League per due club differenti.

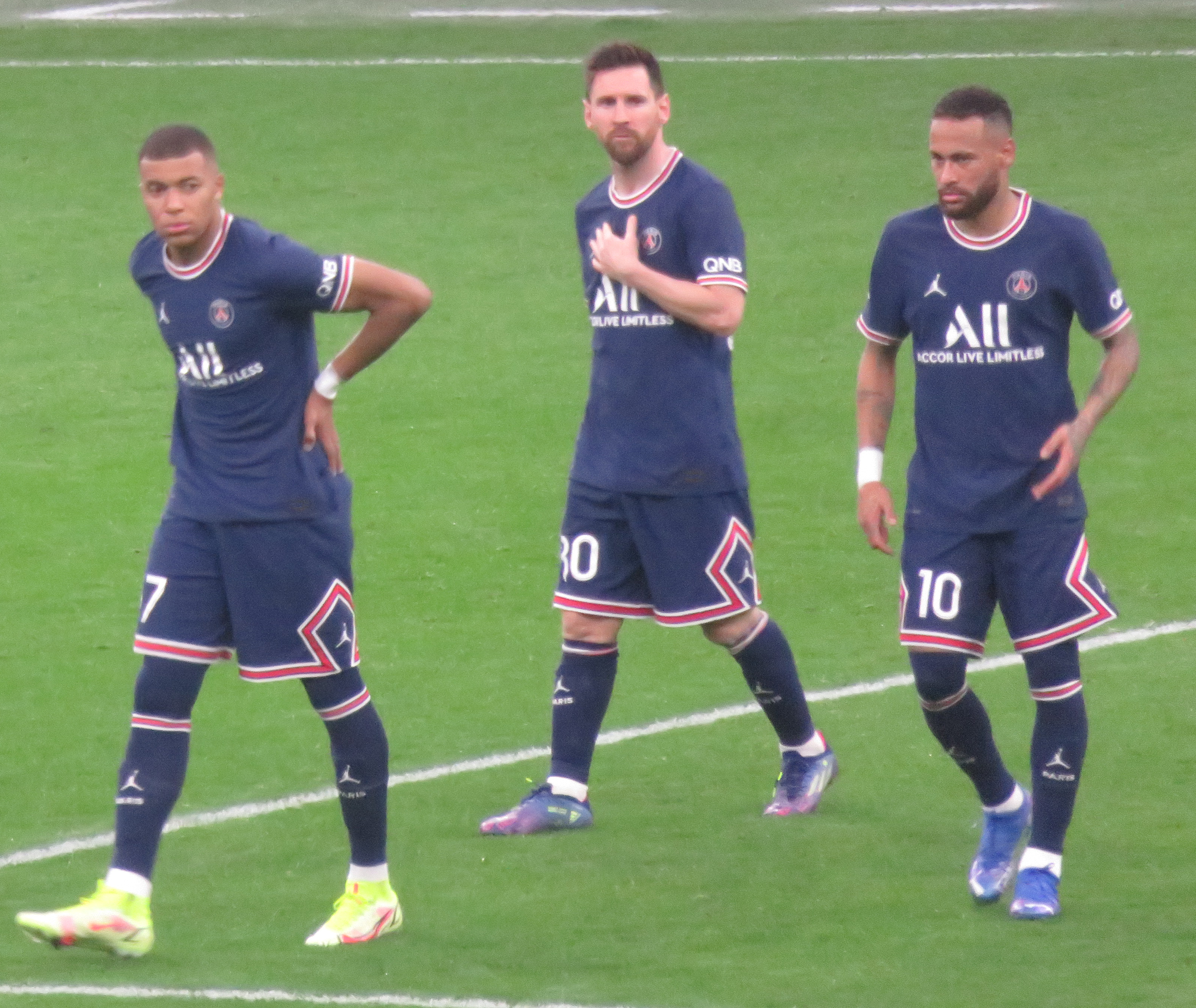
Mbappé, Messi e Neymar al PSG nel 2021

L'8 maggio 2021 prolunga il suo contratto, in scadenza nel 2022, fino al 30 giugno 2025; per uno stipendio di circa 36 milioni a stagione.
Nell'annata 2021-2022 ritrova Lionel Messi, già suo compagno di squadra al Barcellona. Il 6 novembre 2021 realizza il quattrocentesimo gol in carriera, in occasione della doppietta messa a segno nella vittoria per 3-2 contro il Bordeaux. Infortunatosi alla caviglia il 28 novembre 2021 durante l'incontro con il Saint-Étienne vinto per 3-1, torna in campo il 15 febbraio 2022, nella partita di UEFA Champions League vinta per 1-0 contro il Real Madrid. Il 21 maggio 2022 segna il suo centesimo gol con il club parigino, nella partita vinta per 5-0 contro il Metz. Con 13 reti e 8 assist, contribuisce alla vittoria del campionato francese.
Inizia l'annata 2022-2023 segnando 7 gol e fornendo 6 assist nelle prime 5 giornate di campionato e venendo eletto calciatore del mese della Ligue 1 per il mese di agosto. Dopo aver marcato 18 gol in 29 partite stagionali, il 6 marzo 2023 è costretto a terminare anzitempo la stagione a causa di problemi alla caviglia, che rendono necessario un intervento chirurgico.
Il 9 agosto 2023 viene escluso dal progetto dopo aver chiesto la cessione al club parigino.

#### Al-Hilal
Il 15 agosto 2023, dopo sei stagioni in Francia, passa all'Al-Hilal, squadra della massima serie saudita, per 90 milioni di euro, che lo rendono l'acquisto più costoso nella storia del club e del campionato saudita. Segna il suo primo gol nella sfida di AFC Champions League contro il Nassaji. La rottura del legamento crociato anteriore e del menisco subita in una partita della nazionale gli fa terminare la stagione con 5 presenze e una rete.
Il 21 ottobre 2024 è tornato in campo, dopo un anno e quattro giorni, contro l'Al-Ain, match valido per la Champions League asiatica venendo fatto entrare al minuto 77. Il 5 novembre, però, si rifà male alla coscia destra, rimanendo fuori per un mese. Il 28 gennaio 2025 risolve di comune accordo il contratto con la società saudita con 6 mesi di anticipo rispetto la scadenza naturale, chiudendo la sua esperienza araba con 7 presenze ed 1 gol complessivamente.

#### Ritorno al Santos
Il 30 gennaio 2025, Neymar ha annunciato attraverso i suoi social media che avrebbe firmato un contratto con il suo primo club, il Santos; il giorno seguente, il 31 gennaio 2025, il club brasiliano ne conferma l'ingaggio fino al 30 giugno seguente e gli affida la maglia numero 10 che fu di Pelé.
Il 24 giugno 2025 estende il suo contratto fino al 31 dicembre seguente, con opzione di rinnovo per un'ulteriore stagione.

### Nazionale

#### Nazionali giovanili
Nel 2009 partecipa al campionato del mondo Under-17, in cui esordisce il 24 ottobre con un gol contro il Giappone under 17 nella sfida vinta 3-2. La terza ed ultima partita del torneo è persa 1-0 contro la Svizzera under 17, che in seguito vincerà il titolo.
Nel 2011 debutta nel Brasile under 20 disputando il primo incontro del campionato sudamericano di categoria contro il Paraguay, mettendo a segno quattro gol. In seguito va a segno anche contro Colombia, Cile (doppietta), e Uruguay (6-0), partita che sancisce la vittoria finale dei verdeoro anche grazie a due gol di Neymar. A fine torneo vince la classifica marcatori con 9 gol.

#### Nazionale maggiore e olimpica

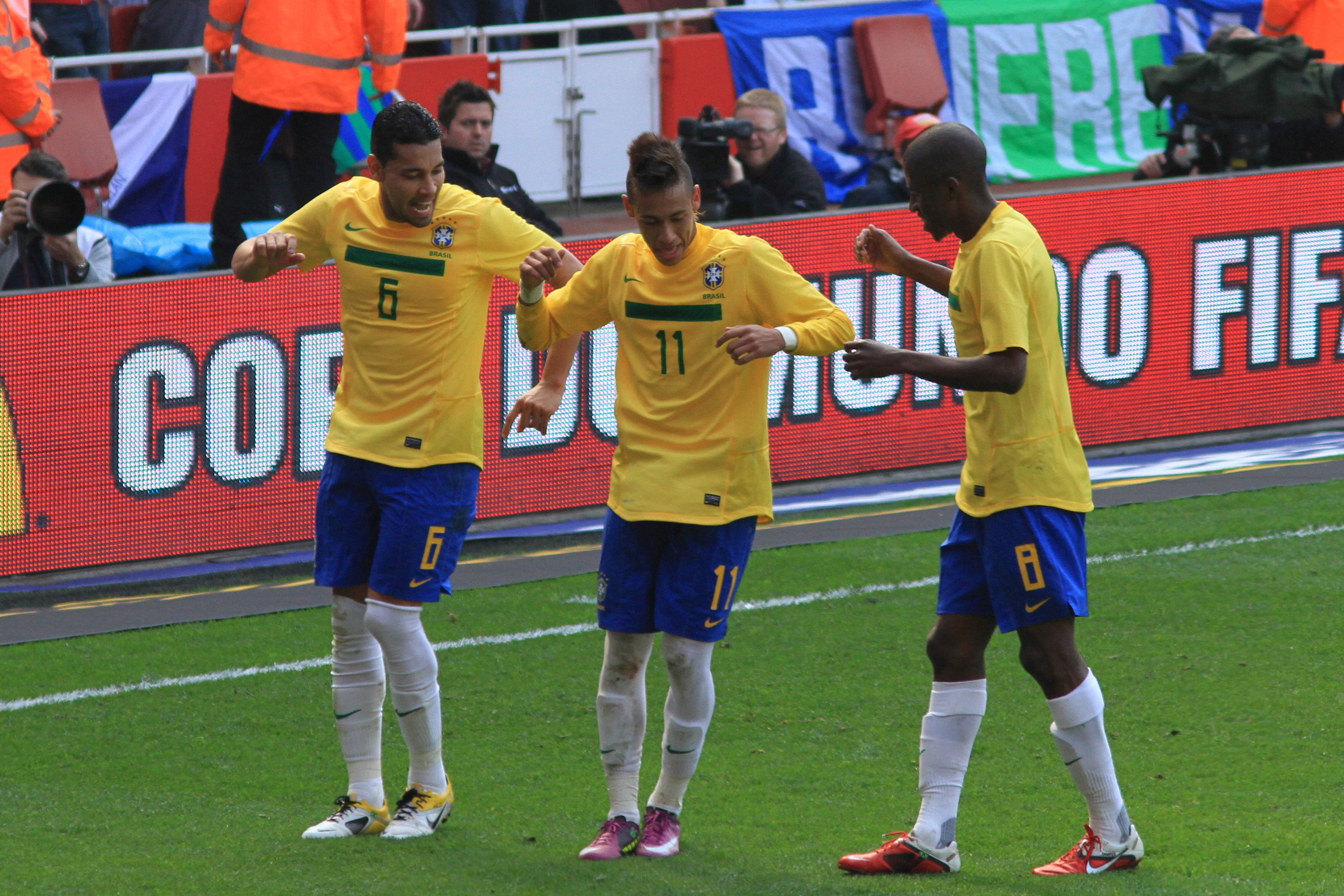
Neymar festeggia un gol in nazionale nel 2011, tra André Santos e Ramires

Il 26 luglio 2010, all'età di 18 anni e 5 mesi, riceve dal CT Mano Menezes la sua prima chiamata in nazionale maggiore, in vista della partita amichevole di East Rutherford contro gli Stati Uniti. Il 10 agosto seguente, proprio in occasione di questo match, Neymar fa il suo debutto ufficiale con la maglia della Seleçao venendo schierato titolare per la prima volta e segnando al 28º minuto su assist fornitogli da André Santos il gol che apre le marcature, con il quale contribuisce alla vittoria dei verdeoro per 0-2. Il 27 marzo 2011 realizza la sua prima doppietta in nazionale che consente al Brasile, sempre in match amichevole, di imporsi per 2-0 sulla Scozia. Grazie alle ottime prestazioni offerte sul campo, a giugno viene inserito da Menezes nella lista dei 22 giocatori convocati per disputare la Coppa America 2011, svoltasi in Argentina, con il numero 11 sulle spalle.
Esordisce nella Coppa America il 3 luglio 2011, nella partita pareggiata per 0-0 a La Plata contro il Venezuela. Dopo il 2-2 maturato nell'incontro contro il Paraguay a Córdoba, il 13 luglio firma la sua prima doppietta in un incontro ufficiale in nazionale maggiore, nella gara contro l'Ecuador vinta per 4-2. Il 17 luglio, in una partita valida per i quarti di finale della Coppa America, il Brasile viene eliminato ai tiri di rigore dal Paraguay, dopo che i tempi supplementari si chiudono sullo 0-0.
Viene convocato anche in occasione del Superclásico de las Américas 2011, competizione vinta tra andata e ritorno (2-0 complessivo per la nazionale verdeoro), grazie anche ad una rete di Neymar, segnata il 28 settembre contro l'Argentina a Belém.

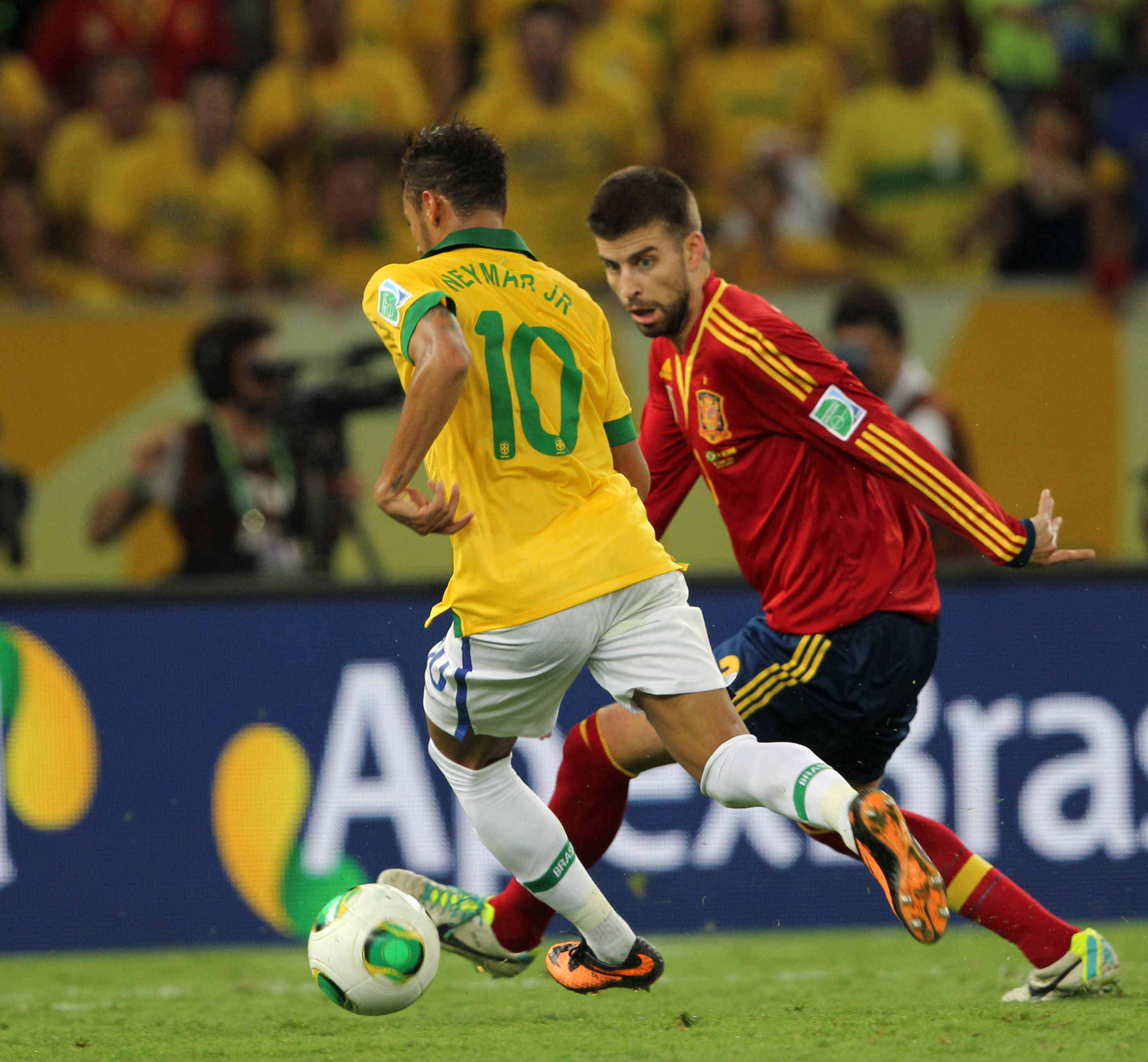
Neymar in azione durante un duello contro Gerard Piqué nella finale di FIFA Confederations Cup 2013 contro la

Il 6 luglio seguente viene convocato per disputare l'Olimpiade di Londra 2012. Il 26 luglio esordisce nella prima partita del Brasile nel girone C, segnando il terzo gol contro l'Egitto olimpica (3-2). Il Brasile batte anche Bielorussia olimpica (3-1) e Honduras olimpica (3-2), e in entrambi i match Neymar firma una rete, prima di essere sconfitto nella finale di Wembley dal Messico olimpica 2-1.
Inserito dal CT Luiz Felipe Scolari nella lista dei 23 convocati per la FIFA Confederations Cup 2013, tenutasi in Brasile dal 15 al 30 giugno, in questa competizione esordisce il 15 giugno, nella prima partita del torneo contro il Giappone (3-0), segnando il suo primo gol nel torneo. Segna anche contro Messico (2-0) e Italia (4-2). Il Brasile sconfigge anche l'Uruguay (2-1) e in finale, il 30 giugno, vince il titolo battendo per 3-0 la Spagna, grazie a due gol di Fred e a un gol di Neymar. Con 4 gol si aggiudica la scarpa di bronzo e viene eletto miglior giocatore della competizione.
Convocato per il campionato mondiale del 2014, nella partita d'esordio segna una doppietta contro la Croazia (3-1). Nella terza partita del girone, vinta 4-1 contro il Camerun, mette a segno un'altra doppietta. Nel vittorioso quarto di finale contro la Colombia subisce una frattura trasversale della terza vertebra lombare dopo un intervento falloso di Zuniga. Il conseguente stop tra le 4 e le 6 settimane mette fine al suo Mondiale, costringendolo a saltare la semifinale contro la Germania, conclusasi con la sconfitta per 7-1 della Seleçao.

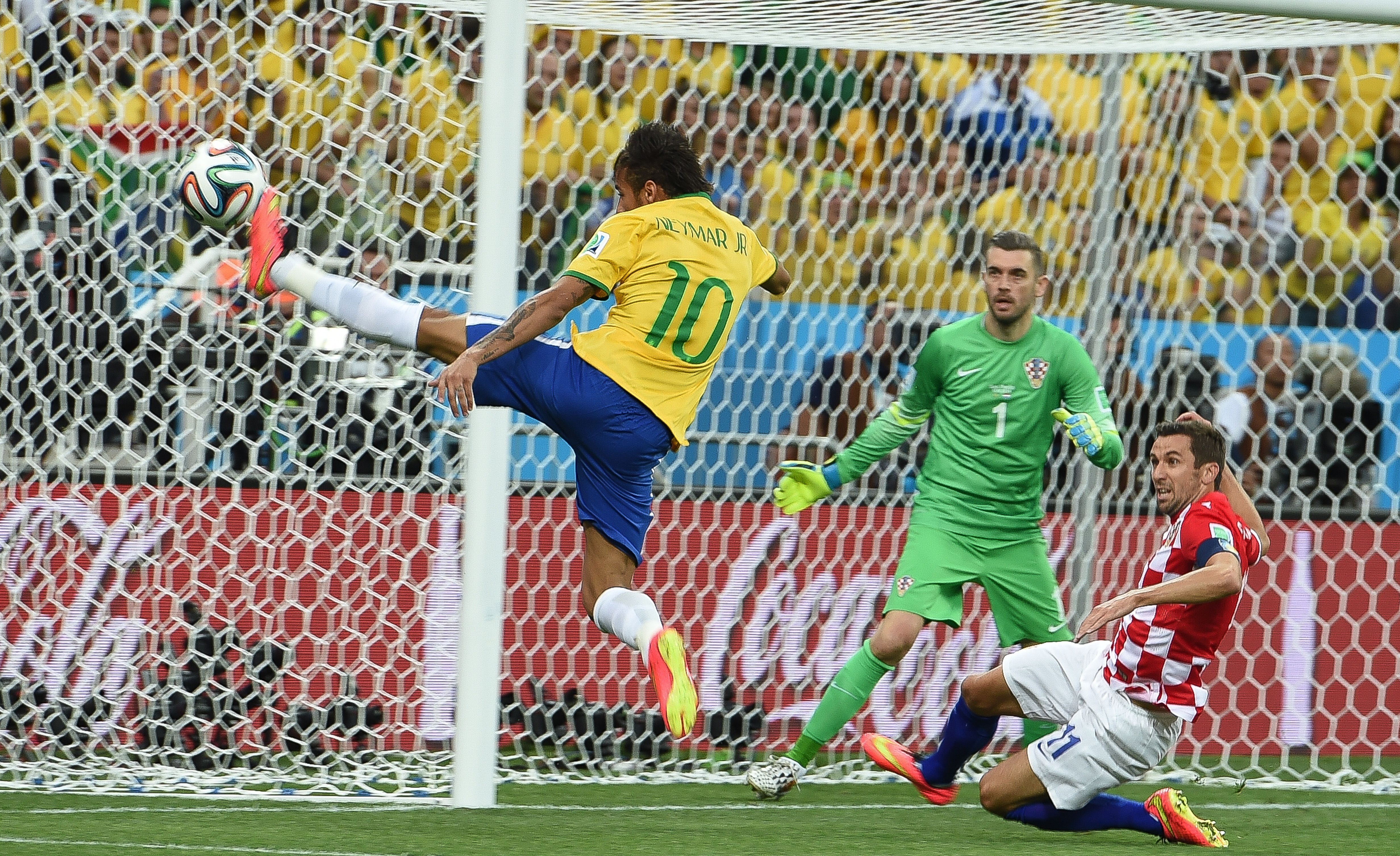
Neymar alle prese con un'acrobazia contro la nella partita d'esordio del campionato mondiale del 2014

Nella Coppa America 2015 debutta dal primo minuto di Brasile-Perù, vinta 2-1 grazie ad un suo gol e un suo assist. Nella partita successiva persa 1-0 contro la Colombia viene prima ammonito per aver segnato un gol di mano e poi a tempo scaduto scatena una rissa in campo rimediando l'espulsione insieme a Carlos Bacca, ottenendo dal tribunale della CONMEBOL quattro giornate di squalifica.
Viene convocato per l'Olimpiade di Rio de Janeiro 2016: per Neymar è la seconda Olimpiade dopo l'argento conquistato a Londra 2012, e questa volta è il capitano della squadra. Nelle prime due partite il Brasile pareggia 0-0 sia con il Sudafrica che con l'Iraq, e Neymar inizia ad essere criticato dai tifosi. Nell'ultima partita della fase a gironi, la nazionale verdeoro batte nettamente la Danimarca (4-0) e accede ai quarti, superando il proprio gruppo da imbattuta. Il Brasile affronta la Colombia ai quarti di finale, vincendo 2-0: Neymar sigla la prima rete del match. In semifinale realizza una doppietta contro l'Honduras, marcando il primo (e il più veloce nella storia delle olimpiadi, dopo soli 15 secondi) e l'ultimo gol dell'incontro nel 6-0 finale. In finale il Brasile affronta la Germania: Neymar porta in vantaggio i suoi su punizione, ma i tedeschi pareggiano; si va ai calci di rigore, dove Neymar s'incarica dell'ultimo tiro dagli undici metri, realizzandolo e consegnando al Brasile il primo oro olimpico nella sua storia.

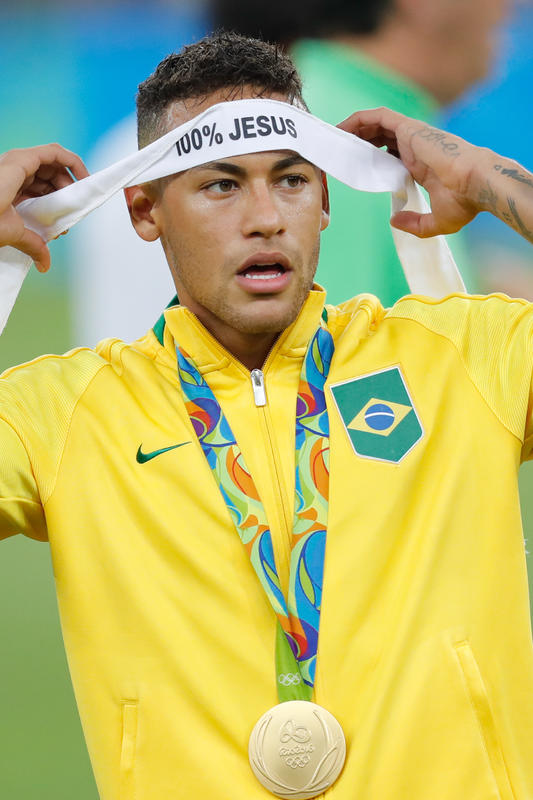
Neymar dopo la vittoria alle Olimpiadi di Rio 2016

Il 13 novembre 2015, sotto la guida del nuovo commissario tecnico Tite, per il Brasile iniziano le partite di qualificazione al campionato del mondo 2018: dopo essere rimasto a secco nelle prime tre partite contro Argentina (1-1), Perù (3-0) e Uruguay (2-2), Neymar ritrova l'appuntamento con il gol contro Ecuador (3-0), Colombia (2-1) e Bolivia (in occasione della quale apre le marcature e confeziona due assist per i compagni Felipe Luis e Gabriel Jesus per il definitivo 5-0). Durante la partita, inoltre, una violenta gomitata riportata nel secondo tempo lo costringe ad abbandonare il terreno di gioco coperto di sangue, con un'evidente ferita al sopracciglio. Rientrerà comunque in tempo per la partita giocata il 10 novembre contro l'Argentina a Belo Horizonte, finita 3-0 per la Seleção, e durante la quale segna il suo 50º gol con la maglia della nazionale, diventando il quarto miglior marcatore di sempre nella storia del Brasile, dopo Romário (55 gol), Ronaldo (62) e Pelé (77).

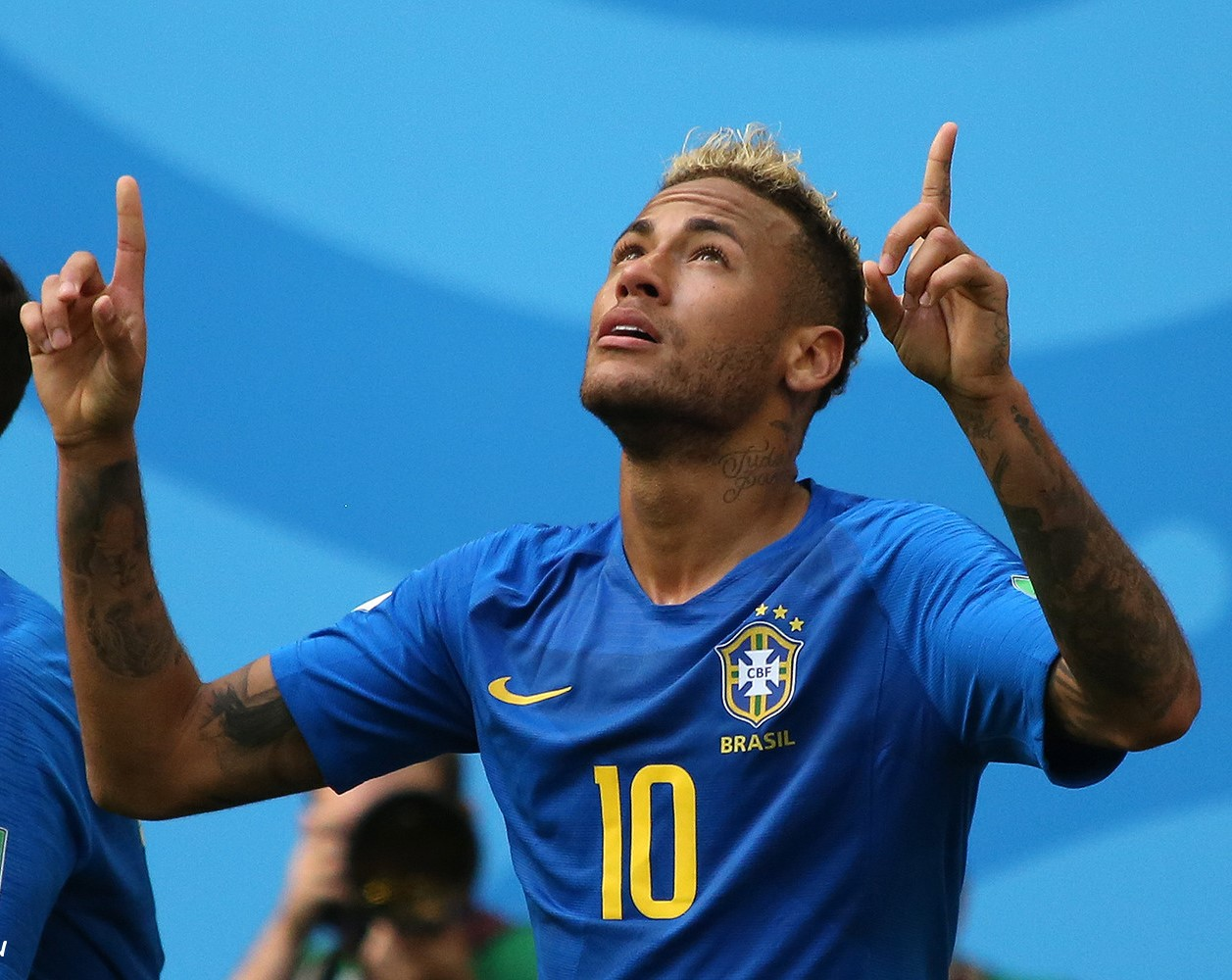
Neymar esulta dopo il suo gol alla nella fase a gironi.

Viene convocato dal CT Tite per il campionato mondiale del 2018, in cui, durante la fase a gironi, sigla il definitivo 2-0 nella vittoria contro la Costa Rica e serve da calcio d'angolo l'assist a Thiago Silva per il definitivo 2-0 contro la Serbia. Negli ottavi di finale contro il Messico apre le marcature e serve l'assist a Firmino per il definitivo 2-0. Il campionato mondiale del Brasile, però, si conclude ai quarti di finale con la sconfitta contro il Belgio, partita in cui Neymar non riesce ad incidere e viene anzi criticato per le eccessive scenate dei falli subiti.
L'anno successivo, a causa di un infortunio alla caviglia, non partecipa alla Copa América giocata in casa, e poi vinta dai verdeoro.
Il 10 ottobre 2019, in occasione dell'amichevole pareggiata per 1-1 contro il Senegal, gioca la 100ª partita con la maglia verdeoro, divenendo il calciatore più giovane della storia del Brasile a tagliare tale traguardo.
Convocato per la Copa América 2021, va a segno nelle sfide vinte ai gironi contro Venezuela (3-0) e Perù (4-0). I brasiliani arrivano in finale, in cui vengono sconfitti dall'Argentina.
Successivamente viene convocato pure per il campionato mondiale del 2022, in cui esce per infortunio dopo la prima partita (vinta 2-0) della fase ai gironi contro la Serbia; inizialmente si temeva che il suo Mondiale fosse finito dopo questo infortunio, ma lui è tornato in campo agli ottavi nel successo per 4-1 contro la Corea del Sud, in cui ha realizzato su rigore il gol del provvisorio della seleção. Va a segno pure ai quarti contro la Croazia, raggiungendo a quota 77 gol segnati Pélé come primatista della classifica marcatori del Brasile; ciononostante la partita finisce 1-1 e i brasiliani escono ai calci di rigore. Terminato il campionato mondiale, l'8 settembre 2023 supera Pélé realizzando una doppietta nel successo per 5-1 contro la Bolivia.
Il 17 ottobre 2023, nella sfida contro l'Uruguay persa per 2-0, si lesiona il legamento crociato anteriore e il menisco, chiudendo anzitempo la sua stagione.

## Statistiche

### Presenze e reti nei club
Tra club, nazionale maggiore e nazionali giovanili (inclusa la nazionale olimpica), Neymar ha disputato 745 partite segnando 460 reti, alla media di 0.62 gol a partita.
Statistiche aggiornate al 5 agosto 2025.
| Stagione                   | Squadra                    | Campionato                 | Campionato | Campionato | Coppe nazionali | Coppe nazionali | Coppe nazionali | Coppe continentali | Coppe continentali | Coppe continentali | Altre coppe | Altre coppe | Altre coppe | Totale | Totale |
| Stagione                   | Squadra                    | Comp                       | Pres       | Reti       | Comp            | Pres            | Reti            | Comp               | Pres               | Reti               | Comp        | Pres        | Reti        | Pres   | Reti   |
| -------------------------- | -------------------------- | -------------------------- | ---------- | ---------- | --------------- | --------------- | --------------- | ------------------ | ------------------ | ------------------ | ----------- | ----------- | ----------- | ------ | ------ |
| 2009                       | Santos                     | A1/SP+A                    | 12+33      | 3+10       | CB              | 3               | 1               | -                  | -                  | -                  | -           | -           | -           | 48     | 14     |
| 2010                       | Santos                     | A1/SP+A                    | 19+31      | 14+17      | CB              | 8               | 11              | CS                 | 2                  | 0                  | -           | -           | -           | 60     | 42     |
| 2011                       | Santos                     | A1/SP+A                    | 11+21      | 4+13       | -               | -               | -               | CL                 | 13                 | 6                  | Cmc         | 2           | 1           | 47     | 24     |
| 2012                       | Santos                     | A1/SP+A                    | 16+17      | 20+14      | -               | -               | -               | CL                 | 12                 | 8                  | RSA         | 2           | 1           | 47     | 43     |
| gen.-giu. 2013             | Santos                     | A1/SP+A                    | 18+1       | 12+0       | CB              | 4               | 1               | -                  | -                  | -                  | -           | -           | -           | 23     | 13     |
| 2013-2014                  | Barcellona                 | PD                         | 26         | 9          | CR              | 3               | 1               | UCL                | 10                 | 4                  | SS          | 2           | 1           | 41     | 15     |
| 2014-2015                  | Barcellona                 | PD                         | 33         | 22         | CR              | 6               | 7               | UCL                | 12                 | 10                 | -           | -           | -           | 51     | 39     |
| 2015-2016                  | Barcellona                 | PD                         | 34         | 24         | CR              | 5               | 4               | UCL                | 9                  | 3                  | SU+SS+Cmc   | 0+0+1       | 0           | 49     | 31     |
| 2016-2017                  | Barcellona                 | PD                         | 30         | 13         | CR              | 6               | 3               | UCL                | 9                  | 4                  | SS          | 0           | 0           | 45     | 20     |
| Totale Barcellona          | Totale Barcellona          | Totale Barcellona          | 123        | 68         |                 | 20              | 15              |                    | 40                 | 21                 |             | 3           | 1           | 186    | 105    |
| 2017-2018                  | Paris Saint-Germain        | L1                         | 20         | 19         | CF+CdL          | 1+2             | 2+1             | UCL                | 7                  | 6                  | SF          | 0           | 0           | 30     | 28     |
| 2018-2019                  | Paris Saint-Germain        | L1                         | 17         | 15         | CF+CdL          | 3+1             | 2+1             | UCL                | 6                  | 5                  | SF          | 1           | 0           | 28     | 23     |
| 2019-2020                  | Paris Saint-Germain        | L1                         | 15         | 13         | CF+CdL          | 2+3             | 2+1             | UCL                | 7                  | 3                  | SF          | -           | -           | 27     | 19     |
| 2020-2021                  | Paris Saint-Germain        | L1                         | 18         | 9          | CF              | 3               | 1               | UCL                | 9                  | 6                  | SF          | 1           | 1           | 31     | 17     |
| 2021-2022                  | Paris Saint-Germain        | L1                         | 22         | 13         | CF              | 0               | 0               | UCL                | 6                  | 0                  | SF          | -           | -           | 28     | 13     |
| 2022-2023                  | Paris Saint-Germain        | L1                         | 20         | 13         | CF              | 2               | 1               | UCL                | 6                  | 2                  | SF          | 1           | 2           | 29     | 18     |
| Totale Paris Saint-Germain | Totale Paris Saint-Germain | Totale Paris Saint-Germain | 112        | 82         |                 | 17              | 11              |                    | 41                 | 22                 |             | 3           | 3           | 173    | 118    |
| 2023-2024                  | Al-Hilal                   | SPL                        | 3          | 0          | KC              | 0               | 0               | ACL                | 2                  | 1                  | SS+CdC      | 0           | 0           | 5      | 1      |
| 2024-gen. 2025             | Al-Hilal                   | SPL                        | 0          | 0          | KC              | 0               | 0               | ACL                | 2                  | 0                  | SS+CmC      | 0+0         | 0+0         | 2      | 0      |
| Totale Al-Hilal            | Totale Al-Hilal            | Totale Al-Hilal            | 3          | 0          |                 | 0               | 0               |                    | 4                  | 1                  |             | 0           | 0           | 7      | 1      |
| 2025                       | Santos                     | A1/SP+A                    | 7+11       | 3+3        | CB              | 1               | 0               | -                  | -                  | -                  | -           | -           | -           | 19     | 6      |
| Totale Santos              | Totale Santos              | Totale Santos              | 83+112     | 56+57      |                 | 16              | 13              |                    | 27                 | 14                 |             | 4           | 2           | 242    | 142    |
| Totale carriera            | Totale carriera            | Totale carriera            | 433        | 263        |                 | 53              | 39              |                    | 112                | 58                 |             | 10          | 6           | 608    | 366    |

### Cronologia presenze e reti in nazionale
| Cronologia completa delle presenze e delle reti in nazionale ― Brasile | Cronologia completa delle presenze e delle reti in nazionale ― Brasile | Cronologia completa delle presenze e delle reti in nazionale ― Brasile | Cronologia completa delle presenze e delle reti in nazionale ― Brasile | Cronologia completa delle presenze e delle reti in nazionale ― Brasile | Cronologia completa delle presenze e delle reti in nazionale ― Brasile | Cronologia completa delle presenze e delle reti in nazionale ― Brasile | Cronologia completa delle presenze e delle reti in nazionale ― Brasile |
| Data                                                                   | Città                                                                  | In casa                                                                | Risultato                                                              | Ospiti                                                                 | Competizione                                                           | Reti                                                                   | Note                                                                   |
| ---------------------------------------------------------------------- | ---------------------------------------------------------------------- | ---------------------------------------------------------------------- | ---------------------------------------------------------------------- | ---------------------------------------------------------------------- | ---------------------------------------------------------------------- | ---------------------------------------------------------------------- | ---------------------------------------------------------------------- |
| 10-8-2010                                                              | East Rutherford                                                        | Stati Uniti                                                            | 0 – 2                                                                  | Brasile                                                                | Amichevole                                                             | 1                                                                      | 72’                                                                    |
| 17-11-2010                                                             | Doha                                                                   | Argentina                                                              | 1 – 0                                                                  | Brasile                                                                | Amichevole                                                             | -                                                                      | 76’                                                                    |
| 27-3-2011                                                              | Londra                                                                 | Scozia                                                                 | 0 – 2                                                                  | Brasile                                                                | Amichevole                                                             | 2                                                                      | 90’                                                                    |
| 4-6-2011                                                               | Goiânia                                                                | Brasile                                                                | 0 – 0                                                                  | Paesi Bassi                                                            | Amichevole                                                             | -                                                                      | 88’                                                                    |
| 7-6-2011                                                               | San Paolo                                                              | Brasile                                                                | 1 – 0                                                                  | Romania                                                                | Amichevole                                                             | -                                                                      | 77’                                                                    |
| 3-7-2011                                                               | La Plata                                                               | Brasile                                                                | 0 – 0                                                                  | Venezuela                                                              | Coppa America 2011 - 1º turno                                          | -                                                                      |                                                                        |
| 9-7-2011                                                               | Córdoba                                                                | Brasile                                                                | 2 – 2                                                                  | Paraguay                                                               | Coppa America 2011 - 1º turno                                          | -                                                                      | 82’                                                                    |
| 13-7-2011                                                              | Córdoba                                                                | Brasile                                                                | 4 – 2                                                                  | Ecuador                                                                | Coppa America 2011 - 1º turno                                          | 2                                                                      | 80’                                                                    |
| 17-7-2011                                                              | La Plata                                                               | Brasile                                                                | 0 – 0 dts (0–2 dtr)                                                    | Paraguay                                                               | Coppa America 2011 - Quarti di finale                                  | -                                                                      | 79’                                                                    |
| 10-8-2011                                                              | Stoccarda                                                              | Germania                                                               | 3 – 2                                                                  | Brasile                                                                | Amichevole                                                             | 1                                                                      |                                                                        |
| 5-9-2011                                                               | Londra                                                                 | Brasile                                                                | 1 – 0                                                                  | Ghana                                                                  | Amichevole                                                             | -                                                                      |                                                                        |
| 14-9-2011                                                              | Córdoba                                                                | Argentina                                                              | 0 – 0                                                                  | Brasile                                                                | Superclásico de las Américas 2011                                      | -                                                                      |                                                                        |
| 28-9-2011                                                              | Belém                                                                  | Brasile                                                                | 2 – 0                                                                  | Argentina                                                              | Superclásico de las Américas 2011                                      | 1                                                                      |                                                                        |
| 7-10-2011                                                              | San José                                                               | Costa Rica                                                             | 0 – 1                                                                  | Brasile                                                                | Amichevole                                                             | 1                                                                      | 57’ 73’                                                                |
| 11-10-2011                                                             | Torreón                                                                | Messico                                                                | 1 – 2                                                                  | Brasile                                                                | Amichevole                                                             | -                                                                      | 88’                                                                    |
| 28-2-2012                                                              | San Gallo                                                              | Bosnia ed Erzegovina                                                   | 1 – 2                                                                  | Brasile                                                                | Amichevole                                                             | -                                                                      | 90+3’                                                                  |
| 30-5-2012                                                              | East Rutherford                                                        | Stati Uniti                                                            | 1 – 4                                                                  | Brasile                                                                | Amichevole                                                             | 1                                                                      | 84’                                                                    |
| 3-6-2012                                                               | Arlington                                                              | Brasile                                                                | 0 – 2                                                                  | Messico                                                                | Amichevole                                                             | -                                                                      | 82’                                                                    |
| 9-6-2012                                                               | New York                                                               | Argentina                                                              | 4 – 3                                                                  | Brasile                                                                | Amichevole                                                             | -                                                                      |                                                                        |
| 15-8-2012                                                              | Solna                                                                  | Svezia                                                                 | 0 – 3                                                                  | Brasile                                                                | Amichevole                                                             | -                                                                      | 83’                                                                    |
| 7-9-2012                                                               | San Paolo                                                              | Brasile                                                                | 1 – 0                                                                  | Sudafrica                                                              | Amichevole                                                             | -                                                                      | 89’                                                                    |
| 10-9-2012                                                              | Recife                                                                 | Brasile                                                                | 8 – 0                                                                  | Cina                                                                   | Amichevole                                                             | 3                                                                      | 72’                                                                    |
| 19-9-2012                                                              | Goiânia                                                                | Brasile                                                                | 2 – 1                                                                  | Argentina                                                              | Superclásico de las Américas 2012                                      | 1                                                                      | 88’                                                                    |
| 11-10-2012                                                             | Malmö                                                                  | Brasile                                                                | 6 – 0                                                                  | Iraq                                                                   | Amichevole                                                             | 1                                                                      |                                                                        |
| 16-10-2012                                                             | Breslavia                                                              | Giappone                                                               | 0 – 4                                                                  | Brasile                                                                | Amichevole                                                             | 2                                                                      | 85’                                                                    |
| 14-11-2012                                                             | East Rutherford                                                        | Brasile                                                                | 1 – 1                                                                  | Colombia                                                               | Amichevole                                                             | 1                                                                      | 85’                                                                    |
| 21-11-2012                                                             | Buenos Aires                                                           | Argentina                                                              | 2 – 1 dts (3 – 4 dtr)                                                  | Brasile                                                                | Superclásico de las Américas 2012                                      | -                                                                      |                                                                        |
| 6-2-2013                                                               | Londra                                                                 | Inghilterra                                                            | 2 – 1                                                                  | Brasile                                                                | Amichevole                                                             | -                                                                      |                                                                        |
| 21-3-2013                                                              | Ginevra                                                                | Italia                                                                 | 2 – 2                                                                  | Brasile                                                                | Amichevole                                                             | -                                                                      |                                                                        |
| 25-3-2013                                                              | Londra                                                                 | Brasile                                                                | 1 – 1                                                                  | Russia                                                                 | Amichevole                                                             | -                                                                      |                                                                        |
| 6-4-2013                                                               | Santa Cruz de la Sierra                                                | Bolivia                                                                | 0 – 4                                                                  | Brasile                                                                | Amichevole                                                             | 2                                                                      | 46’                                                                    |
| 24-4-2013                                                              | Belo Horizonte                                                         | Brasile                                                                | 2 – 2                                                                  | Cile                                                                   | Amichevole                                                             | 1                                                                      |                                                                        |
| 2-6-2013                                                               | Rio de Janeiro                                                         | Brasile                                                                | 2 – 2                                                                  | Inghilterra                                                            | Amichevole                                                             | -                                                                      |                                                                        |
| 9-6-2013                                                               | Porto Alegre                                                           | Brasile                                                                | 3 – 0                                                                  | Francia                                                                | Amichevole                                                             | -                                                                      | 89’                                                                    |
| 15-6-2013                                                              | Brasilia                                                               | Brasile                                                                | 3 – 0                                                                  | Giappone                                                               | Conf. Cup 2013 - 1º turno                                              | 1                                                                      | 74’                                                                    |
| 19-6-2013                                                              | Fortaleza                                                              | Brasile                                                                | 2 – 0                                                                  | Messico                                                                | Conf. Cup 2013 - 1º turno                                              | 1                                                                      |                                                                        |
| 22-6-2013                                                              | Salvador                                                               | Italia                                                                 | 2 – 4                                                                  | Brasile                                                                | Conf. Cup 2013 - 1º turno                                              | 1                                                                      | 69’                                                                    |
| 26-6-2013                                                              | Belo Horizonte                                                         | Brasile                                                                | 2 – 1                                                                  | Uruguay                                                                | Conf. Cup 2013 - Semifinale                                            | -                                                                      | 90+2’                                                                  |
| 30-6-2013                                                              | Rio de Janeiro                                                         | Brasile                                                                | 3 – 0                                                                  | Spagna                                                                 | Conf. Cup 2013 - Finale                                                | 1                                                                      |                                                                        |
| 14-8-2013                                                              | Basilea                                                                | Svizzera                                                               | 1 – 0                                                                  | Brasile                                                                | Amichevole                                                             | -                                                                      | 23’                                                                    |
| 7-9-2013                                                               | Brasilia                                                               | Brasile                                                                | 6 – 0                                                                  | Australia                                                              | Amichevole                                                             | 1                                                                      |                                                                        |
| 10-9-2013                                                              | Foxborough                                                             | Brasile                                                                | 3 – 1                                                                  | Portogallo                                                             | Amichevole                                                             | 1                                                                      | 10’ 89’                                                                |
| 12-10-2013                                                             | Seul                                                                   | Corea del Sud                                                          | 0 – 2                                                                  | Brasile                                                                | Amichevole                                                             | 1                                                                      |                                                                        |
| 15-10-2013                                                             | Pechino                                                                | Brasile                                                                | 2 – 0                                                                  | Zambia                                                                 | Amichevole                                                             | -                                                                      | 80’                                                                    |
| 16-11-2013                                                             | Miami Gardens                                                          | Honduras                                                               | 0 – 5                                                                  | Brasile                                                                | Amichevole                                                             | -                                                                      | 67’                                                                    |
| 19-11-2013                                                             | Toronto                                                                | Brasile                                                                | 2 – 1                                                                  | Cile                                                                   | Amichevole                                                             | -                                                                      | 90+3’                                                                  |
| 5-3-2014                                                               | Johannesburg                                                           | Sudafrica                                                              | 0 – 5                                                                  | Brasile                                                                | Amichevole                                                             | 3                                                                      |                                                                        |
| 3-6-2014                                                               | Goiânia                                                                | Brasile                                                                | 4 – 0                                                                  | Panama                                                                 | Amichevole                                                             | 1                                                                      | 44’                                                                    |
| 6-6-2014                                                               | San Paolo                                                              | Brasile                                                                | 1 – 0                                                                  | Serbia                                                                 | Amichevole                                                             | -                                                                      | 81’                                                                    |
| 12-6-2014                                                              | San Paolo                                                              | Brasile                                                                | 3 – 1                                                                  | Croazia                                                                | Mondiali 2014 - 1º turno                                               | 2                                                                      | 27’ 88’                                                                |
| 17-6-2014                                                              | Fortaleza                                                              | Brasile                                                                | 0 – 0                                                                  | Messico                                                                | Mondiali 2014 - 1º turno                                               | -                                                                      |                                                                        |
| 23-6-2014                                                              | Brasilia                                                               | Camerun                                                                | 1 – 4                                                                  | Brasile                                                                | Mondiali 2014 - 1º turno                                               | 2                                                                      | 71’                                                                    |
| 28-6-2014                                                              | Belo Horizonte                                                         | Brasile                                                                | 1 – 1 dts (3–2 dtr)                                                    | Cile                                                                   | Mondiali 2014 - Ottavi di finale                                       | -                                                                      |                                                                        |
| 4-7-2014                                                               | Fortaleza                                                              | Brasile                                                                | 2 – 1                                                                  | Colombia                                                               | Mondiali 2014 - Quarti di finale                                       | -                                                                      | 88’                                                                    |
| 5-9-2014                                                               | Miami Gardens                                                          | Brasile                                                                | 1 – 0                                                                  | Colombia                                                               | Amichevole                                                             | 1                                                                      | cap.                                                                   |
| 9-9-2014                                                               | East Rutherford                                                        | Brasile                                                                | 1 – 0                                                                  | Ecuador                                                                | Amichevole                                                             | -                                                                      | cap.                                                                   |
| 11-10-2014                                                             | Pechino                                                                | Brasile                                                                | 2 – 0                                                                  | Argentina                                                              | Superclásico de las Américas 2014                                      | -                                                                      | cap. 90+5’                                                             |
| 14-10-2014                                                             | Singapore                                                              | Giappone                                                               | 0 – 4                                                                  | Brasile                                                                | Amichevole                                                             | 4                                                                      | cap.                                                                   |
| 12-11-2014                                                             | Istanbul                                                               | Turchia                                                                | 0 – 4                                                                  | Brasile                                                                | Amichevole                                                             | 2                                                                      | cap.                                                                   |
| 18-11-2014                                                             | Vienna                                                                 | Austria                                                                | 1 – 2                                                                  | Brasile                                                                | Amichevole                                                             | -                                                                      | cap. 90+2’                                                             |
| 26-3-2015                                                              | Saint-Denis                                                            | Francia                                                                | 1 – 3                                                                  | Brasile                                                                | Amichevole                                                             | 1                                                                      | cap.                                                                   |
| 29-3-2015                                                              | Londra                                                                 | Brasile                                                                | 1 – 0                                                                  | Cile                                                                   | Amichevole                                                             | -                                                                      | cap. 45’                                                               |
| 10-6-2015                                                              | Porto Alegre                                                           | Brasile                                                                | 1 – 0                                                                  | Honduras                                                               | Amichevole                                                             | -                                                                      | cap. 46’                                                               |
| 14-6-2015                                                              | Temuco                                                                 | Brasile                                                                | 2 – 1                                                                  | Perù                                                                   | Coppa America 2015 - 1º turno                                          | 1                                                                      | cap. 45’                                                               |
| 17-6-2015                                                              | Santiago del Cile                                                      | Brasile                                                                | 0 – 1                                                                  | Colombia                                                               | Coppa America 2015 - 1º turno                                          | -                                                                      | cap. 45’ 90+6’                                                         |
| 5-9-2015                                                               | Harrison                                                               | Brasile                                                                | 1 – 0                                                                  | Costa Rica                                                             | Amichevole                                                             | -                                                                      | 82’                                                                    |
| 8-9-2015                                                               | Foxborough                                                             | Stati Uniti                                                            | 1 – 4                                                                  | Brasile                                                                | Amichevole                                                             | 2                                                                      | 46’                                                                    |
| 13-11-2015                                                             | Buenos Aires                                                           | Argentina                                                              | 1 – 1                                                                  | Brasile                                                                | Qual. Mondiali 2018                                                    | -                                                                      | cap.                                                                   |
| 17-11-2015                                                             | Salvador                                                               | Brasile                                                                | 3 – 0                                                                  | Perù                                                                   | Qual. Mondiali 2018                                                    | -                                                                      | cap. 26’                                                               |
| 25-3-2016                                                              | Recife                                                                 | Brasile                                                                | 2 – 2                                                                  | Uruguay                                                                | Qual. Mondiali 2018                                                    | -                                                                      | cap. 63’                                                               |
| 1-9-2016                                                               | Quito                                                                  | Ecuador                                                                | 0 – 3                                                                  | Brasile                                                                | Qual. Mondiali 2018                                                    | 1                                                                      |                                                                        |
| 6-9-2016                                                               | Manaus                                                                 | Brasile                                                                | 2 – 1                                                                  | Colombia                                                               | Qual. Mondiali 2018                                                    | 1                                                                      | 45'+2’                                                                 |
| 6-10-2016                                                              | Natal                                                                  | Brasile                                                                | 5 – 0                                                                  | Bolivia                                                                | Qual. Mondiali 2018                                                    | 1                                                                      | 37’ 69’                                                                |
| 10-11-2016                                                             | Belo Horizonte                                                         | Brasile                                                                | 3 – 0                                                                  | Argentina                                                              | Qual. Mondiali 2018                                                    | 1                                                                      |                                                                        |
| 15-11-2016                                                             | Lima                                                                   | Perù                                                                   | 0 – 2                                                                  | Brasile                                                                | Qual. Mondiali 2018                                                    | -                                                                      |                                                                        |
| 23-3-2017                                                              | Montevideo                                                             | Uruguay                                                                | 1 – 4                                                                  | Brasile                                                                | Qual. Mondiali 2018                                                    | 1                                                                      |                                                                        |
| 28-3-2017                                                              | San Paolo                                                              | Brasile                                                                | 3 – 0                                                                  | Paraguay                                                               | Qual. Mondiali 2018                                                    | 1                                                                      | cap.                                                                   |
| 1-9-2017                                                               | Porto Alegre                                                           | Brasile                                                                | 2 – 0                                                                  | Ecuador                                                                | Qual. Mondiali 2018                                                    | -                                                                      | 36’                                                                    |
| 5-9-2017                                                               | Barranquilla                                                           | Colombia                                                               | 1 – 1                                                                  | Brasile                                                                | Qual. Mondiali 2018                                                    | -                                                                      | cap.                                                                   |
| 5-10-2017                                                              | La Paz                                                                 | Bolivia                                                                | 0 – 0                                                                  | Brasile                                                                | Qual. Mondiali 2018                                                    | -                                                                      |                                                                        |
| 10-10-2017                                                             | San Paolo                                                              | Brasile                                                                | 3 – 0                                                                  | Cile                                                                   | Qual. Mondiali 2018                                                    | -                                                                      | 45’ 85’                                                                |
| 10-11-2017                                                             | Lilla                                                                  | Giappone                                                               | 1 – 3                                                                  | Brasile                                                                | Amichevole                                                             | 1                                                                      | 57’ 71’                                                                |
| 14-11-2017                                                             | Londra                                                                 | Inghilterra                                                            | 0 – 0                                                                  | Brasile                                                                | Amichevole                                                             | -                                                                      |                                                                        |
| 3-6-2018                                                               | Liverpool                                                              | Brasile                                                                | 2 – 0                                                                  | Croazia                                                                | Amichevole                                                             | 1                                                                      | 46’                                                                    |
| 10-6-2018                                                              | Vienna                                                                 | Austria                                                                | 0 – 3                                                                  | Brasile                                                                | Amichevole                                                             | 1                                                                      | 63’ - 84’                                                              |
| 17-6-2018                                                              | Rostov                                                                 | Brasile                                                                | 1 – 1                                                                  | Svizzera                                                               | Mondiali 2018 - 1º turno                                               | -                                                                      |                                                                        |
| 22-6-2018                                                              | San Pietroburgo                                                        | Brasile                                                                | 2 – 0                                                                  | Costa Rica                                                             | Mondiali 2018 - 1º turno                                               | 1                                                                      | 81’                                                                    |
| 27-6-2018                                                              | Mosca                                                                  | Serbia                                                                 | 0 – 2                                                                  | Brasile                                                                | Mondiali 2018 - 1º turno                                               | -                                                                      |                                                                        |
| 2-7-2018                                                               | Samara                                                                 | Brasile                                                                | 2 – 0                                                                  | Messico                                                                | Mondiali 2018 - Ottavi di finale                                       | 1                                                                      |                                                                        |
| 6-7-2018                                                               | Kazan'                                                                 | Brasile                                                                | 1 – 2                                                                  | Belgio                                                                 | Mondiali 2018 - Quarti di finale                                       | -                                                                      |                                                                        |
| 8-9-2018                                                               | East Rutherford                                                        | Stati Uniti                                                            | 0 – 2                                                                  | Brasile                                                                | Amichevole                                                             | 1                                                                      | cap. 80’                                                               |
| 12-9-2018                                                              | Landover                                                               | Brasile                                                                | 5 – 0                                                                  | El Salvador                                                            | Amichevole                                                             | 1                                                                      | cap. 44’                                                               |
| 12-10-2018                                                             | Riad                                                                   | Arabia Saudita                                                         | 0 – 2                                                                  | Brasile                                                                | Amichevole                                                             | -                                                                      | cap.                                                                   |
| 16-10-2018                                                             | Gedda                                                                  | Brasile                                                                | 1 – 0                                                                  | Argentina                                                              | Amichevole                                                             | -                                                                      | cap. 66’                                                               |
| 16-11-2018                                                             | Londra                                                                 | Brasile                                                                | 1 – 0                                                                  | Uruguay                                                                | Amichevole                                                             | 1                                                                      | cap.                                                                   |
| 20-11-2018                                                             | Milton Keynes                                                          | Brasile                                                                | 1 – 0                                                                  | Camerun                                                                | Amichevole                                                             | -                                                                      | cap. 8’                                                                |
| 6-6-2019                                                               | Brasilia                                                               | Brasile                                                                | 2 – 0                                                                  | Qatar                                                                  | Amichevole                                                             | -                                                                      | 21’                                                                    |
| 7-9-2019                                                               | Miami Gardens                                                          | Brasile                                                                | 2 – 2                                                                  | Colombia                                                               | Amichevole                                                             | 1                                                                      |                                                                        |
| 10-9-2019                                                              | Los Angeles                                                            | Brasile                                                                | 0 – 1                                                                  | Perù                                                                   | Amichevole                                                             | -                                                                      | 63’                                                                    |
| 10-10-2019                                                             | Singapore                                                              | Brasile                                                                | 1 – 1                                                                  | Senegal                                                                | Amichevole                                                             | -                                                                      |                                                                        |
| 13-10-2019                                                             | Singapore                                                              | Brasile                                                                | 1 – 1                                                                  | Nigeria                                                                | Amichevole                                                             | -                                                                      | 12’                                                                    |
| 9-10-2020                                                              | San Paolo                                                              | Brasile                                                                | 5 – 0                                                                  | Bolivia                                                                | Qual. Mondiali 2022                                                    | -                                                                      |                                                                        |
| 13-10-2020                                                             | Lima                                                                   | Perù                                                                   | 2 – 4                                                                  | Brasile                                                                | Qual. Mondiali 2022                                                    | 3                                                                      |                                                                        |
| 4-6-2021                                                               | Porto Alegre                                                           | Brasile                                                                | 2 – 0                                                                  | Ecuador                                                                | Qual. Mondiali 2022                                                    | 1                                                                      | cap.                                                                   |
| 8-6-2021                                                               | Asunción                                                               | Paraguay                                                               | 0 – 2                                                                  | Brasile                                                                | Qual. Mondiali 2022                                                    | 1                                                                      |                                                                        |
| 13-6-2021                                                              | Brasilia                                                               | Brasile                                                                | 3 – 0                                                                  | Venezuela                                                              | Coppa America 2021 - 1º turno                                          | 1                                                                      |                                                                        |
| 17-6-2021                                                              | Rio de Janeiro                                                         | Brasile                                                                | 4 – 0                                                                  | Perù                                                                   | Coppa America 2021 - 1º turno                                          | 1                                                                      |                                                                        |
| 23-6-2021                                                              | Rio de Janeiro                                                         | Brasile                                                                | 2 – 1                                                                  | Colombia                                                               | Coppa America 2021 - 1º turno                                          | -                                                                      | 87’                                                                    |
| 2-7-2021                                                               | Rio de Janeiro                                                         | Brasile                                                                | 1 – 0                                                                  | Cile                                                                   | Coppa America 2021 - Quarti di finale                                  | -                                                                      |                                                                        |
| 5-7-2021                                                               | Rio de Janeiro                                                         | Brasile                                                                | 1 – 0                                                                  | Perù                                                                   | Coppa America 2021 - Semifinale                                        | -                                                                      |                                                                        |
| 10-7-2021                                                              | Rio de Janeiro                                                         | Argentina                                                              | 1 – 0                                                                  | Brasile                                                                | Coppa America 2021 - Finale                                            | -                                                                      |                                                                        |
| 3-9-2021                                                               | Santiago del Cile                                                      | Cile                                                                   | 0 – 1                                                                  | Brasile                                                                | Qual. Mondiali 2022                                                    | -                                                                      | 90+6’                                                                  |
| 9-9-2021                                                               | Recife                                                                 | Brasile                                                                | 2 – 0                                                                  | Perù                                                                   | Qual. Mondiali 2022                                                    | 1                                                                      | 90’                                                                    |
| 10-10-2021                                                             | Barranquilla                                                           | Colombia                                                               | 0 – 0                                                                  | Brasile                                                                | Qual. Mondiali 2022                                                    | -                                                                      |                                                                        |
| 14-10-2021                                                             | Manaus                                                                 | Brasile                                                                | 4 – 1                                                                  | Uruguay                                                                | Qual. Mondiali 2022                                                    | 1                                                                      |                                                                        |
| 11-11-2021                                                             | San Paolo                                                              | Brasile                                                                | 1 – 0                                                                  | Colombia                                                               | Qual. Mondiali 2022                                                    | -                                                                      | 74’                                                                    |
| 24-3-2022                                                              | Rio de Janeiro                                                         | Brasile                                                                | 4 – 0                                                                  | Cile                                                                   | Qual. Mondiali 2022                                                    | 1                                                                      | 62’                                                                    |
| 2-6-2022                                                               | Seul                                                                   | Corea del Sud                                                          | 1 – 5                                                                  | Brasile                                                                | Amichevole                                                             | 2                                                                      | 78’                                                                    |
| 6-6-2022                                                               | Tokyo                                                                  | Giappone                                                               | 0 – 1                                                                  | Brasile                                                                | Amichevole                                                             | 1                                                                      | 80’                                                                    |
| 23-9-2022                                                              | Le Havre                                                               | Brasile                                                                | 3 – 0                                                                  | Ghana                                                                  | Amichevole                                                             | -                                                                      | 77’                                                                    |
| 27-9-2022                                                              | Parigi                                                                 | Brasile                                                                | 5 – 1                                                                  | Tunisia                                                                | Amichevole                                                             | 1                                                                      | 21’                                                                    |
| 24-11-2022                                                             | Lusail                                                                 | Brasile                                                                | 2 – 0                                                                  | Serbia                                                                 | Mondiali 2022 - 1º turno                                               | -                                                                      | 80’                                                                    |
| 5-12-2022                                                              | Doha                                                                   | Brasile                                                                | 4 – 1                                                                  | Corea del Sud                                                          | Mondiali 2022 - Ottavi di finale                                       | 1                                                                      | 81’                                                                    |
| 9-12-2022                                                              | Al Rayyan                                                              | Croazia                                                                | 1 – 1 dts (4 – 2 dtr)                                                  | Brasile                                                                | Mondiali 2022 - Quarti di finale                                       | 1                                                                      |                                                                        |
| 8-9-2023                                                               | Belém                                                                  | Brasile                                                                | 5 – 1                                                                  | Bolivia                                                                | Qual. Mondiali 2026                                                    | 2                                                                      | 20’                                                                    |
| 12-9-2023                                                              | Lima                                                                   | Perù                                                                   | 0 – 1                                                                  | Brasile                                                                | Qual. Mondiali 2026                                                    | -                                                                      | 90+3’                                                                  |
| 12-10-2023                                                             | Cuiabá                                                                 | Brasile                                                                | 1 – 1                                                                  | Venezuela                                                              | Qual. Mondiali 2026                                                    | -                                                                      |                                                                        |
| 17-10-2023                                                             | Montevideo                                                             | Uruguay                                                                | 2 – 0                                                                  | Brasile                                                                | Qual. Mondiali 2026                                                    | -                                                                      | 45+4’                                                                  |
| Totale                                                                 |                                                                        | Presenze (2º posto)                                                    | 128                                                                    |                                                                        | Reti (1º posto)                                                        | 79                                                                     |                                                                        |

| Cronologia completa delle presenze e delle reti in nazionale ― Brasile olimpica | Cronologia completa delle presenze e delle reti in nazionale ― Brasile olimpica | Cronologia completa delle presenze e delle reti in nazionale ― Brasile olimpica | Cronologia completa delle presenze e delle reti in nazionale ― Brasile olimpica | Cronologia completa delle presenze e delle reti in nazionale ― Brasile olimpica | Cronologia completa delle presenze e delle reti in nazionale ― Brasile olimpica | Cronologia completa delle presenze e delle reti in nazionale ― Brasile olimpica | Cronologia completa delle presenze e delle reti in nazionale ― Brasile olimpica |
| Data                                                                            | Città                                                                           | In casa                                                                         | Risultato                                                                       | Ospiti                                                                          | Competizione                                                                    | Reti                                                                            | Note                                                                            |
| ------------------------------------------------------------------------------- | ------------------------------------------------------------------------------- | ------------------------------------------------------------------------------- | ------------------------------------------------------------------------------- | ------------------------------------------------------------------------------- | ------------------------------------------------------------------------------- | ------------------------------------------------------------------------------- | ------------------------------------------------------------------------------- |
| 20-7-2012                                                                       | Middlesbrough                                                                   | Regno Unito olimpica                                                            | 0 – 2                                                                           | Brasile olimpica                                                                | Amichevole                                                                      | 1                                                                               |                                                                                 |
| 26-7-2012                                                                       | Cardiff                                                                         | Egitto olimpica                                                                 | 2 – 3                                                                           | Brasile olimpica                                                                | Olimpiadi 2012 - 1º turno                                                       | 1                                                                               |                                                                                 |
| 29-7-2012                                                                       | Manchester                                                                      | Brasile olimpica                                                                | 3 – 1                                                                           | Bielorussia olimpica                                                            | Olimpiadi 2012 - 1º turno                                                       | 1                                                                               |                                                                                 |
| 1-8-2012                                                                        | Newcastle                                                                       | Brasile olimpica                                                                | 3 – 0                                                                           | Nuova Zelanda olimpica                                                          | Olimpiadi 2012 - 1º turno                                                       | -                                                                               | 76’                                                                             |
| 4-8-2012                                                                        | Newcastle                                                                       | Brasile olimpica                                                                | 3 – 2                                                                           | Honduras olimpica                                                               | Olimpiadi 2012 - Quarti di finale                                               | 1                                                                               |                                                                                 |
| 7-8-2012                                                                        | Manchester                                                                      | Corea del Sud olimpica                                                          | 0 – 3                                                                           | Brasile olimpica                                                                | Olimpiadi 2012 - Semifinale                                                     | -                                                                               |                                                                                 |
| 11-8-2012                                                                       | Londra                                                                          | Brasile olimpica                                                                | 1 – 2                                                                           | Messico olimpica                                                                | Olimpiadi 2012 - Finale                                                         | -                                                                               |                                                                                 |
| 30-7-2016                                                                       | Goiânia                                                                         | Brasile olimpica                                                                | 2 – 0                                                                           | Giappone olimpica                                                               | Amichevole                                                                      | -                                                                               | cap.                                                                            |
| 4-8-2016                                                                        | Brasilia                                                                        | Brasile olimpica                                                                | 0 – 0                                                                           | Sudafrica olimpica                                                              | Olimpiadi 2016 - 1º turno                                                       | -                                                                               | cap.                                                                            |
| 7-8-2016                                                                        | Brasilia                                                                        | Brasile olimpica                                                                | 0 – 0                                                                           | Iraq olimpica                                                                   | Olimpiadi 2016 - 1º turno                                                       | -                                                                               | cap.                                                                            |
| 10-8-2016                                                                       | Salvador                                                                        | Danimarca olimpica                                                              | 0 – 4                                                                           | Brasile olimpica                                                                | Olimpiadi 2016 - 1º turno                                                       | -                                                                               | cap.                                                                            |
| 13-8-2016                                                                       | San Paolo                                                                       | Brasile olimpica                                                                | 2 – 0                                                                           | Colombia olimpica                                                               | Olimpiadi 2016 - Quarti di finale                                               | 1                                                                               | cap. - 40’                                                                      |
| 17-8-2016                                                                       | Rio de Janeiro                                                                  | Brasile olimpica                                                                | 6 – 0                                                                           | Honduras olimpica                                                               | Olimpiadi 2016 - Semifinale                                                     | 2                                                                               | cap.                                                                            |
| 20-8-2016                                                                       | Rio de Janeiro                                                                  | Brasile olimpica                                                                | 1 – 1 dts (5 – 4 dcr)                                                           | Germania olimpica                                                               | Olimpiadi 2016 - Finale                                                         | 1                                                                               | cap.                                                                            |
| Totale                                                                          |                                                                                 | Presenze                                                                        | 14                                                                              |                                                                                 | Reti                                                                            | 8                                                                               |                                                                                 |

| Cronologia completa delle presenze e delle reti in nazionale ― Brasile under 20 | Cronologia completa delle presenze e delle reti in nazionale ― Brasile under 20 | Cronologia completa delle presenze e delle reti in nazionale ― Brasile under 20 | Cronologia completa delle presenze e delle reti in nazionale ― Brasile under 20 | Cronologia completa delle presenze e delle reti in nazionale ― Brasile under 20 | Cronologia completa delle presenze e delle reti in nazionale ― Brasile under 20 | Cronologia completa delle presenze e delle reti in nazionale ― Brasile under 20 | Cronologia completa delle presenze e delle reti in nazionale ― Brasile under 20 |
| Data                                                                            | Città                                                                           | In casa                                                                         | Risultato                                                                       | Ospiti                                                                          | Competizione                                                                    | Reti                                                                            | Note                                                                            |
| ------------------------------------------------------------------------------- | ------------------------------------------------------------------------------- | ------------------------------------------------------------------------------- | ------------------------------------------------------------------------------- | ------------------------------------------------------------------------------- | ------------------------------------------------------------------------------- | ------------------------------------------------------------------------------- | ------------------------------------------------------------------------------- |
| 17-1-2011                                                                       | Tacna                                                                           | Brasile under 20                                                                | 4 – 2                                                                           | Paraguay under 20                                                               | Sudamericano Under-20 2011 - 1º turno                                           | 4                                                                               |                                                                                 |
| 20-1-2011                                                                       | Tacna                                                                           | Brasile under 20                                                                | 3 – 1                                                                           | Colombia under 20                                                               | Sudamericano Under-20 2011 - 1º turno                                           | 1                                                                               |                                                                                 |
| 23-1-2011                                                                       | Tacna                                                                           | Brasile under 20                                                                | 3 – 1                                                                           | Bolivia under 20                                                                | Sudamericano Under-20 2011 - 1º turno                                           | -                                                                               |                                                                                 |
| 31-1-2011                                                                       | Arequipa                                                                        | Cile under 20                                                                   | 1 – 5                                                                           | Brasile under 20                                                                | Sudamericano Under-20 2011 - Girone Finale                                      | 2                                                                               | 86’                                                                             |
| 6-2-2011                                                                        | Arequipa                                                                        | Argentina under 20                                                              | 2 – 1                                                                           | Brasile under 20                                                                | Sudamericano Under-20 2011 - Girone Finale                                      | -                                                                               |                                                                                 |
| 9-2-2011                                                                        | Arequipa                                                                        | Ecuador under 20                                                                | 0 – 1                                                                           | Brasile under 20                                                                | Sudamericano Under-20 2011 - Girone Finale                                      | -                                                                               |                                                                                 |
| 12-2-2011                                                                       | Arequipa                                                                        | Uruguay under 20                                                                | 0 – 6                                                                           | Brasile under 20                                                                | Sudamericano Under-20 2011 - Girone Finale                                      | 2                                                                               |                                                                                 |
| Totale                                                                          |                                                                                 | Presenze                                                                        | 7                                                                               |                                                                                 | Reti                                                                            | 9                                                                               |                                                                                 |

## Palmarès

### Club

#### Competizioni statali
- Campionato paulista: 3

Santos: 2010, 2011, 2012

#### Competizioni nazionali
- Coppa del Brasile: 1

Santos: 2010
- Supercoppa di Spagna: 2

Barcellona: 2013, 2016
- Campionato spagnolo: 2

Barcellona: 2014-2015, 2015-2016
- Coppa di Spagna: 3

Barcellona: 2014-2015, 2015-2016, 2016-2017
- Coppa di Lega francese: 2

Paris Saint-Germain: 2017-2018, 2019-2020
- Campionato francese: 5

Paris Saint-Germain: 2017-2018, 2018-2019, 2019-2020, 2021-2022, 2022-2023
- Coppa di Francia: 3

Paris Saint-Germain: 2017-2018, 2019-2020, 2020-2021
- Supercoppa francese: 3

Paris Saint-Germain: 2018, 2020, 2022
- Supercoppa saudita: 2

Al-Hilal: 2023, 2024
- Campionato saudita: 1

Al-Hilal: 2023-2024
- Coppa del Re dei Campioni: 1

Al-Hilal: 2023-2024

#### Competizioni internazionali
- Coppa Libertadores: 1

Santos: 2011
- Recopa Sudamericana: 1

Santos: 2012
- UEFA Champions League: 1

Barcellona: 2014-2015
- Supercoppa UEFA: 1

Barcellona: 2015
- Coppa del mondo per club: 1

Barcellona: 2015

### Nazionale

#### Competizioni giovanili e olimpiche
- Campionato sudamericano Under-20: 1

Perù 2011
- Argento olimpico: 1

Londra 2012
- Oro olimpico: 1

Rio de Janeiro 2016

#### Competizioni maggiori
- Confederations Cup: 1

Brasile 2013

### Individuale
- Miglior giocatore del campionato Paulista: 3

2010, 2011, 2012
- Capocannoniere della Coppa del Brasile: 1

2010 (11 gol)
- Chuteira de Ouro: 3

2010, 2011, 2012
- Prêmio Arthur Friedenreich: 2

2010, 2012
- Bola de Prata: 3

2010, 2011, 2012
- Capocannoniere del Sudamericano Under-20: 1

2011 (9 gol)
- Giovane calciatore dell'anno World Soccer: 1

2011
- Calciatore sudamericano dell'anno: 2

2011, 2012
- Bola de Ouro: 1

2011
- FIFA Puskás Award: 1

2011 (Santos-Flamengo 4-5)
- Capocannoniere del campionato Paulista: 2

2012 (20 gol), 2013 (13 gol)
- Capocannoniere della Coppa Libertadores: 1

2012 (8 gol, a pari merito con Alustiza)
- Pallone d'oro della FIFA Confederations Cup: 1

2013
- Scarpa di bronzo della FIFA Confederations Cup: 1

2013 (4 gol)
- All-Star Team dei Mondiali: 1

Brasile 2014
- Capocannoniere della Coppa di Spagna: 1

2014-2015 (7 gol, a pari merito con Iago Aspas)
- Capocannoniere della UEFA Champions League: 1

2014-2015 (10 gol, a pari merito con Messi e Ronaldo)
- FIFA FIFPro World XI: 2

2015, 2017
- Squadra dell'anno UEFA: 2

2015, 2020
- Miglior giocatore della Ligue 1: 1

2017-2018
- Miglior squadra della Ligue 1: 2

2017-2018, 2018-2019
- Squadra dell'anno ESM: 1

2017-2018
- Globe Soccer Awards: 1

Premio alla carriera per calciatori: 2024